# Elezioni comunali in Sicilia del 1998
Le elezioni comunali in Sicilia del 1998 si tennero il 24 maggio (con ballottaggio il 7 giugno) e il 29 novembre (con ballottaggio il 13 dicembre).

## Elezioni del maggio 1998

### Provincia regionale di Palermo

#### Capaci
| Candidati                                                  | Candidati                    | II turno        | II turno        | I turno | I turno | Liste            | Voti  | %     | Seggi |
| Candidati                                                  | Candidati                    | Voti            | %               | Voti    | %       | Liste            | Voti  | %     | Seggi |
| ---------------------------------------------------------- | ---------------------------- | --------------- | --------------- | ------- | ------- | ---------------- | ----- | ----- | ----- |
|                                                            | Sebastiano Napoli ✔️ Sindaco | 3 030           | 54,67           | 1 761   | 28,82   | Forza Italia     | 856   | 15,41 | 5     |
| Lista Civica                                               | Sebastiano Napoli ✔️ Sindaco | 3 030           | 54,67           | 1 761   | 28,82   | 653              | 11,75 | 3     |       |
| Socialisti Democratici Italiani                            | Sebastiano Napoli ✔️ Sindaco | 3 030           | 54,67           | 1 761   | 28,82   | 244              | 4,39  | 1     |       |
|                                                            | Vincenzo Longo               | 2 512           | 45,33           | 2 086   | 34,14   | Lista Civica     | 624   | 11,23 | 2     |
| Cristiani Democratici Uniti                                | Vincenzo Longo               | 2 512           | 45,33           | 2 086   | 34,14   | 544              | 9,79  | 1     |       |
| Alleanza Nazionale                                         | Vincenzo Longo               | 2 512           | 45,33           | 2 086   | 34,14   | 390              | 7,02  | 1     |       |
| Cristiano Democratici per la Repubblica-Partito Socialista | Vincenzo Longo               | 2 512           | 45,33           | 2 086   | 34,14   | 374              | 6,73  | 1     |       |
|                                                            | Piero Riccobono              | Piero Riccobono | Piero Riccobono | 1 584   | 25,92   | Lista Civica     | 1 028 | 18,50 | 1     |
| Democratici di Sinistra                                    | Piero Riccobono              | Piero Riccobono | Piero Riccobono | 1 584   | 25,92   | 220              | 3,96  | –     |       |
|                                                            | Erasmo Vassallo              | Erasmo Vassallo | Erasmo Vassallo | 680     | 11,13   | Lista Civica (A) | 623   | 11,21 | 3     |
| Totale                                                     | Totale                       | 5 542           | 100             | 6 111   | 100     |                  | 5 556 | 100   | 20    |
|                                                            |                              |                 |                 |         |         |                  |       |       |       |
| Fonte: Ministero dell'interno                              |                              |                 |                 |         |         |                  |       |       |       |

#### Misilmeri
| Candidati                     | Candidati                    | II turno            | II turno            | I turno | I turno | Liste                                   | Voti   | %     | Seggi |
| Candidati                     | Candidati                    | Voti                | %                   | Voti    | %       | Liste                                   | Voti   | %     | Seggi |
| ----------------------------- | ---------------------------- | ------------------- | ------------------- | ------- | ------- | --------------------------------------- | ------ | ----- | ----- |
|                               | Gaspare Di Spezio ✔️ Sindaco | 6 681               | 60,12               | 2 823   | 21,59   | La Rete                                 | 1 586  | 12,96 | 2     |
|                               | Gaetano Cimò                 | 4 431               | 39,88               | 3 044   | 23,28   | Cristiano Democratici per la Repubblica | 1 471  | 12,02 | 3     |
| Lista Civica                  | Gaetano Cimò                 | 4 431               | 39,88               | 3 044   | 23,28   | 1 152                                   | 9,41   | 2     |       |
| Lista Civica                  | Gaetano Cimò                 | 4 431               | 39,88               | 3 044   | 23,28   | 438                                     | 3,58   | –     |       |
|                               | Pietro Carnesi               | Pietro Carnesi      | Pietro Carnesi      | 2 033   | 15,55   | Democratici di Sinistra                 | 1 775  | 14,50 | 3     |
|                               | Francesco Vitrano            | Francesco Vitrano   | Francesco Vitrano   | 1 726   | 13,20   | Centro Cristiano Democratico            | 1 369  | 11,18 | 2     |
| Forza Italia (A)              | Francesco Vitrano            | Francesco Vitrano   | Francesco Vitrano   | 1 726   | 13,20   | 807                                     | 6,59   | 1     |       |
|                               | Giuseppe Corso               | Giuseppe Corso      | Giuseppe Corso      | 1 519   | 11,61   | Cristiani Democratici Uniti (A)         | 1 794  | 14,66 | 4     |
|                               | Salvatore Lo Cascio          | Salvatore Lo Cascio | Salvatore Lo Cascio | 1 119   | 8,56    | Sinistra                                | 1 186  | 9,69  | 2     |
|                               | Giuseppe Messineo            | Giuseppe Messineo   | Giuseppe Messineo   | 814     | 6,22    | Alleanza Nazionale (A)                  | 662    | 5,41  | 1     |
| Totale                        | Totale                       | 11 112              | 100                 | 13 078  | 100     |                                         | 12 240 | 100   | 20    |
|                               |                              |                     |                     |         |         |                                         |        |       |       |
| Fonte: Ministero dell'interno |                              |                     |                     |         |         |                                         |        |       |       |

#### Monreale
| Candidati                                    | Candidati                  | II turno              | II turno              | I turno | I turno | Liste                     | Voti   | %     | Seggi |
| Candidati                                    | Candidati                  | Voti                  | %                     | Voti    | %       | Liste                     | Voti   | %     | Seggi |
| -------------------------------------------- | -------------------------- | --------------------- | --------------------- | ------- | ------- | ------------------------- | ------ | ----- | ----- |
|                                              | Salvino Pantuso ✔️ Sindaco | 8 541                 | 61,31                 | 7 293   | 41,79   | Patto Segni               | 2 447  | 16,11 | 6     |
| Rinnovamento Italiano                        | Salvino Pantuso ✔️ Sindaco | 8 541                 | 61,31                 | 7 293   | 41,79   | 1 313                     | 8,65   | 3     |       |
| Cristiano Democratici per la Repubblica      | Salvino Pantuso ✔️ Sindaco | 8 541                 | 61,31                 | 7 293   | 41,79   | 971                       | 6,39   | 2     |       |
| Unione Democratica Federalista               | Salvino Pantuso ✔️ Sindaco | 8 541                 | 61,31                 | 7 293   | 41,79   | 358                       | 2,36   | 1     |       |
|                                              | Francesco Nocera           | 5 390                 | 38,69                 | 4 198   | 24,05   | Forza Italia              | 1 832  | 12,06 | 2     |
| Cristiani Democratici Uniti                  | Francesco Nocera           | 5 390                 | 38,69                 | 4 198   | 24,05   | 1 509                     | 9,94   | 1     |       |
| Alleanza Nazionale                           | Francesco Nocera           | 5 390                 | 38,69                 | 4 198   | 24,05   | 1 301                     | 8,57   | 1     |       |
|                                              | Carlo Roberto Gambino      | Carlo Roberto Gambino | Carlo Roberto Gambino | 3 572   | 20,47   | Democratici di Sinistra   | 1 861  | 12,25 | 2     |
| La Rete-Altri                                | Carlo Roberto Gambino      | Carlo Roberto Gambino | Carlo Roberto Gambino | 3 572   | 20,47   | 895                       | 5,89   | –     |       |
| Rifondazione Comunista-Federazione dei Verdi | Carlo Roberto Gambino      | Carlo Roberto Gambino | Carlo Roberto Gambino | 3 572   | 20,47   | 309                       | 2,03   | –     |       |
|                                              | Antonino Sirchia           | Antonino Sirchia      | Antonino Sirchia      | 2 390   | 13,69   | Partito Popolare Italiano | 2 390  | 15,74 | 2     |
| Totale                                       | Totale                     | 13 931                | 100                   | 17 453  | 100     |                           | 15 186 | 100   | 20    |
|                                              |                            |                       |                       |         |         |                           |        |       |       |
| Fonte: Ministero dell'interno                |                            |                       |                       |         |         |                           |        |       |       |

#### Villabate
| | Giuseppe Navetta ✔️ Sindaco | 6 893 | 69,80 | Forza Italia                                   | 3 348 | 37,23 | 8  |  |  |
| Cristiani Democratici Uniti-Cristiano Democratici per la Repubblica per l'Unione Democratica per la Repubblica | Giuseppe Navetta ✔️ Sindaco | 6 893 | 69,80 | 1 511                                          | 16,80 | 3     |    |  |  |
| Alleanza Nazionale                                                                                             | Giuseppe Navetta ✔️ Sindaco | 6 893 | 69,80 | 873                                            | 9,71  | 2     |    |  |  |
| Rinnovamento Italiano-Unione Democratica                                                                       | Giuseppe Navetta ✔️ Sindaco | 6 893 | 69,80 | 386                                            | 4,29  | 1     |    |  |  |
| | Gioacchino Garbo            | 2 757 | 27,92 | Democratici di Sinistra-Rifondazione Comunista | 1 394 | 15,50 | 3  |  |  |
| Partito Popolare Italiano                                                                                      | Gioacchino Garbo            | 2 757 | 27,92 | 1 236                                          | 13,75 | 3     |    |  |  |
| | Annamaria Pitarresi         | 226   | 2,29  | Partito Socialista-Patto Segni-Altri           | 244   | 2,71  | –  |  |  |
| Totale | Totale                      | 9 876 | 100   |                                                | 8 992 | 100   | 20 |  |  |
| |                             |       |       |                                                |       |       |    |  |  |
| Fonte: Ministero dell'interno                                                                                  |                             |       |       |                                                |       |       |    |  |  |

### Provincia regionale di Agrigento

#### Canicattì
| Candidati                     | Candidati                   | II turno         | II turno         | I turno | I turno | Liste                                   | Voti   | %     | Seggi |
| Candidati                     | Candidati                   | Voti             | %                | Voti    | %       | Liste                                   | Voti   | %     | Seggi |
| ----------------------------- | --------------------------- | ---------------- | ---------------- | ------- | ------- | --------------------------------------- | ------ | ----- | ----- |
|                               | Antonio Scrimali ✔️ Sindaco | 9 124            | 56,02            | 7 877   | 40,04   | Federazione dei Verdi-La Rete-Altri     | 3 267  | 17,55 | 5     |
| Democratici di Sinistra       | Antonio Scrimali ✔️ Sindaco | 9 124            | 56,02            | 7 877   | 40,04   | 1 846                                   | 9,91   | 3     |       |
| Rifondazione Comunista        | Antonio Scrimali ✔️ Sindaco | 9 124            | 56,02            | 7 877   | 40,04   | 739                                     | 3,97   | 1     |       |
|                               | Carmelo Cammalleri          | 7 162            | 43,98            | 5 044   | 25,64   | Destra                                  | 1 641  | 8,81  | 3     |
| Alleanza Nazionale            | Carmelo Cammalleri          | 7 162            | 43,98            | 5 044   | 25,64   | 1 581                                   | 8,49   | 2     |       |
|                               | Carmelo Guarneri            | Carmelo Guarneri | Carmelo Guarneri | 6 751   | 34,32   | Cristiano Democratici per la Repubblica | 4 411  | 23,69 | 8     |
| Forza Italia                  | Carmelo Guarneri            | Carmelo Guarneri | Carmelo Guarneri | 6 751   | 34,32   | 1 640                                   | 8,81   | 3     |       |
| Partito Popolare Italiano     | Carmelo Guarneri            | Carmelo Guarneri | Carmelo Guarneri | 6 751   | 34,32   | 1 406                                   | 7,55   | 2     |       |
| Cristiani Democratici Uniti   | Carmelo Guarneri            | Carmelo Guarneri | Carmelo Guarneri | 6 751   | 34,32   | 1 127                                   | 6,05   | 2     |       |
| Sinistra                      | Carmelo Guarneri            | Carmelo Guarneri | Carmelo Guarneri | 6 751   | 34,32   | 962                                     | 5,17   | 1     |       |
| Totale                        | Totale                      | 16 286           | 100              | 19 672  | 100     |                                         | 18 620 | 100   | 20    |
|                               |                             |                  |                  |         |         |                                         |        |       |       |
| Fonte: Ministero dell'interno |                             |                  |                  |         |         |                                         |        |       |       |

#### Licata
| Candidati                         | Candidati                 | II turno        | II turno        | I turno | I turno | Liste                                   | Voti   | %     | Seggi |
| Candidati                         | Candidati                 | Voti            | %               | Voti    | %       | Liste                                   | Voti   | %     | Seggi |
| --------------------------------- | ------------------------- | --------------- | --------------- | ------- | ------- | --------------------------------------- | ------ | ----- | ----- |
|                                   | Giovanni Saito ✔️ Sindaco | 8 038           | 53,66           | 7 984   | 38,25   | Forza Italia                            | 4 950  | 24,94 | 8     |
| Lista Civica                      | Giovanni Saito ✔️ Sindaco | 8 038           | 53,66           | 7 984   | 38,25   | 1 213                                   | 6,11   | 2     |       |
| Alleanza Nazionale                | Giovanni Saito ✔️ Sindaco | 8 038           | 53,66           | 7 984   | 38,25   | 1 194                                   | 6,02   | 1     |       |
|                                   | Giacomo Mulè              | 6 941           | 46,34           | 7 367   | 35,30   | Cristiano Democratici per la Repubblica | 3 183  | 16,04 | 5     |
| Partito Popolare Italiano-La Rete | Giacomo Mulè              | 6 941           | 46,34           | 7 367   | 35,30   | 2 819                                   | 14,20  | 5     |       |
| Centro                            | Giacomo Mulè              | 6 941           | 46,34           | 7 367   | 35,30   | 2 228                                   | 11,23  | 3     |       |
|                                   | Roberto Di Cara           | Roberto Di Cara | Roberto Di Cara | 5 520   | 26,45   | Democratici di Sinistra (A)             | 2 555  | 12,87 | 4     |
| Federazione dei Verdi (A)         | Roberto Di Cara           | Roberto Di Cara | Roberto Di Cara | 5 520   | 26,45   | 1 269                                   | 6,39   | 2     |       |
| Rifondazione Comunista            | Roberto Di Cara           | Roberto Di Cara | Roberto Di Cara | 5 520   | 26,45   | 435                                     | 2,19   | –     |       |
| Totale                            | Totale                    | 14 979          | 100             | 20 871  | 100     |                                         | 19 846 | 100   | 30    |
|                                   |                           |                 |                 |         |         |                                         |        |       |       |
| Fonte: Ministero dell'interno     |                           |                 |                 |         |         |                                         |        |       |       |

#### Menfi
|                               | Vincenzo Lotà ✔️ Sindaco  | 5 860 | 68,39 | Lista Civica                                                        | 2 883 | 35,29 | 8  |  |  |
| Rinnovamento Italiano         | Vincenzo Lotà ✔️ Sindaco  | 5 860 | 68,39 | 1 405                                                               | 17,20 | 4     |    |  |  |
| Lista Civica                  | Vincenzo Lotà ✔️ Sindaco  | 5 860 | 68,39 | 609                                                                 | 7,46  | 1     |    |  |  |
|                               | Leonardo Riccardo Viviani | 1 095 | 12,78 | Democratici di Sinistra-Rifondazione Comunista                      | 890   | 10,89 | 3  |  |  |
| Partito Popolare Italiano     | Leonardo Riccardo Viviani | 1 095 | 12,78 | 285                                                                 | 3,49  | –     |    |  |  |
|                               | Leonardo Sbrigata         | 881   | 10,28 | Socialisti Democratici Italiani                                     | 1 061 | 12,99 | 2  |  |  |
|                               | Vito Bivona               | 733   | 8,55  | Cristiani Democratici Uniti-Cristiano Democratici per la Repubblica | 703   | 8,61  | 2  |  |  |
| Forza Italia                  | Vito Bivona               | 733   | 8,55  | 333                                                                 | 4,08  | –     |    |  |  |
| Totale                        | Totale                    | 8 569 | 100   |                                                                     | 8 169 | 100   | 20 |  |  |
|                               |                           |       |       |                                                                     |       |       |    |  |  |
| Fonte: Ministero dell'interno |                           |       |       |                                                                     |       |       |    |  |  |

#### Raffadali
|                                 | Salvatore Tuttolomondo ✔️ Sindaco | 6 076 | 70,00 | Democratici di Sinistra                 | 2 800 | 32,68 | 8  |  |  |
| Partito Popolare Italiano       | Salvatore Tuttolomondo ✔️ Sindaco | 6 076 | 70,00 | 1 451                                   | 16,93 | 4     |    |  |  |
| Rifondazione Comunista          | Salvatore Tuttolomondo ✔️ Sindaco | 6 076 | 70,00 | 829                                     | 9,67  | 2     |    |  |  |
| Rinnovamento Italiano           | Salvatore Tuttolomondo ✔️ Sindaco | 6 076 | 70,00 | 686                                     | 8,01  | 1     |    |  |  |
| Socialisti Democratici Italiani | Salvatore Tuttolomondo ✔️ Sindaco | 6 076 | 70,00 | 350                                     | 4,08  | 1     |    |  |  |
| La Rete                         | Salvatore Tuttolomondo ✔️ Sindaco | 6 076 | 70,00 | 242                                     | 2,82  | –     |    |  |  |
|                                 | Benedetto Cicero                  | 1 330 | 15,32 | Cristiani Democratici Uniti             | 1 070 | 12,49 | 2  |  |  |
|                                 | Salvatore Vella                   | 1 274 | 14,68 | Cristiano Democratici per la Repubblica | 1 141 | 13,32 | 2  |  |  |
| Totale                          | Totale                            | 8 680 | 100   |                                         | 8 569 | 100   | 20 |  |  |
|                                 |                                   |       |       |                                         |       |       |    |  |  |
| Fonte: Ministero dell'interno   |                                   |       |       |                                         |       |       |    |  |  |

#### Ribera
| Candidati                       | Candidati                   | II turno        | II turno        | I turno | I turno | Liste                                        | Voti   | %     | Seggi |
| Candidati                       | Candidati                   | Voti            | %               | Voti    | %       | Liste                                        | Voti   | %     | Seggi |
| ------------------------------- | --------------------------- | --------------- | --------------- | ------- | ------- | -------------------------------------------- | ------ | ----- | ----- |
|                                 | Giuseppe Cortese ✔️ Sindaco | 6 149           | 52,01           | 3 454   | 26,13   | Cristiani Democratici Uniti                  | 2 954  | 23,43 | 5     |
|                                 | Antonio Sgrò                | 5 673           | 47,99           | 5 799   | 43,87   | Democratici di Sinistra                      | 2 292  | 18,18 | 4     |
| Rinnovamento Italiano           | Antonio Sgrò                | 5 673           | 47,99           | 5 799   | 43,87   | 1 777                                        | 14,09  | 3     |       |
| Partito Popolare Italiano       | Antonio Sgrò                | 5 673           | 47,99           | 5 799   | 43,87   | 1 590                                        | 12,61  | 3     |       |
| Socialisti Democratici Italiani | Antonio Sgrò                | 5 673           | 47,99           | 5 799   | 43,87   | 923                                          | 7,32   | 1     |       |
|                                 | Pietro D'Anna               | Pietro D'Anna   | Pietro D'Anna   | 3 012   | 22,79   | Alleanza Nazionale                           | 1 254  | 9,95  | 2     |
| Centro Cristiano Democratico    | Pietro D'Anna               | Pietro D'Anna   | Pietro D'Anna   | 3 012   | 22,79   | 802                                          | 6,36   | 1     |       |
| Centro                          | Pietro D'Anna               | Pietro D'Anna   | Pietro D'Anna   | 3 012   | 22,79   | 554                                          | 4,39   | 1     |       |
|                                 | Pasquale D'Anna             | Pasquale D'Anna | Pasquale D'Anna | 954     | 7,22    | Rifondazione Comunista-Federazione dei Verdi | 462    | 3,66  | –     |
| Totale                          | Totale                      | 11 822          | 100             | 13 219  | 100     |                                              | 12 608 | 100   | 20    |
|                                 |                             |                 |                 |         |         |                                              |        |       |       |
| Fonte: Ministero dell'interno   |                             |                 |                 |         |         |                                              |        |       |       |

### Provincia regionale di Caltanissetta

#### Gela
| | Francesco Gallo ✔️ Sindaco   | 21 547 | 53,67 | Democratici di Sinistra | 9 664  | 25,81 | 9  |  |  |
| Partito Popolare Italiano                                                                                               | Francesco Gallo ✔️ Sindaco   | 21 547 | 53,67 | 7 087                   | 18,93  | 7     |    |  |  |
| Lista civica di centro-sinistra                                                                                         | Francesco Gallo ✔️ Sindaco   | 21 547 | 53,67 | 1 256                   | 3,35   | 1     |    |  |  |
| Socialisti Democratici Italiani                                                                                         | Francesco Gallo ✔️ Sindaco   | 21 547 | 53,67 | 1 215                   | 3,24   | 1     |    |  |  |
| | Salvatore Roberto Tufano     | 8 240  | 20,52 | Forza Italia            | 3 537  | 9,45  | 3  |  |  |
| Centro Cristiano Democratico                                                                                            | Salvatore Roberto Tufano     | 8 240  | 20,52 | 2 154                   | 5,75   | 1     |    |  |  |
| Alleanza Nazionale | Salvatore Roberto Tufano     | 8 240  | 20,52 | 1 967                   | 5,25   | 1     |    |  |  |
| | Rosario Crocetta             | 6 275  | 15,63 | Rifondazione Comunista  | 3 456  | 9,23  | 2  |  |  |
| La Rete-Federazione dei Verdi                                                                                           | Rosario Crocetta             | 6 275  | 15,63 | 1 487                   | 3,97   | 1     |    |  |  |
| | Flavio Giacomo Salvo Sinatra | 4 085  | 10,18 | Rinnovamento Italiano   | 3 194  | 8,53  | 2  |  |  |
| Liberali-Cristiani Democratici Uniti-Cristiano Democratici per la Repubblica per l'Unione Democratica per la Repubblica | Flavio Giacomo Salvo Sinatra | 4 085  | 10,18 | 2 429                   | 6,49   | 2     |    |  |  |
| Totale | Totale                       | 40 147 | 100   |                         | 37 446 | 100   | 30 |  |  |
| |                              |        |       |                         |        |       |    |  |  |
| Fonte: Ministero dell'interno                                                                                           |                              |        |       |                         |        |       |    |  |  |

#### Niscemi
|                                         | Salvatore Liardo ✔️ Sindaco | 10 265 | 62,83 | Democratici di Sinistra     | 2 271  | 14,93 | 3  |  |  |
| Socialisti Democratici Italiani         | Salvatore Liardo ✔️ Sindaco | 10 265 | 62,83 | 2 102                       | 13,81  | 3     |    |  |  |
| Partito Popolare Italiano               | Salvatore Liardo ✔️ Sindaco | 10 265 | 62,83 | 2 101                       | 13,81  | 3     |    |  |  |
| Rinnovamento Italiano                   | Salvatore Liardo ✔️ Sindaco | 10 265 | 62,83 | 1 214                       | 7,98   | 2     |    |  |  |
| Rifondazione Comunista                  | Salvatore Liardo ✔️ Sindaco | 10 265 | 62,83 | 1 085                       | 7,13   | 1     |    |  |  |
|                                         | Francesco Aleo              | 6 074  | 37,17 | Cristiani Democratici Uniti | 2 041  | 13,41 | 3  |  |  |
| Alleanza Nazionale                      | Francesco Aleo              | 6 074  | 37,17 | 1 333                       | 8,76   | 2     |    |  |  |
| Cristiano Democratici per la Repubblica | Francesco Aleo              | 6 074  | 37,17 | 1 044                       | 6,86   | 1     |    |  |  |
| Lista civica di centro-destra           | Francesco Aleo              | 6 074  | 37,17 | 898                         | 5,90   | 1     |    |  |  |
| Forza Italia                            | Francesco Aleo              | 6 074  | 37,17 | 668                         | 4,39   | 1     |    |  |  |
| Centro Cristiano Democratico            | Francesco Aleo              | 6 074  | 37,17 | 459                         | 3,02   | –     |    |  |  |
| Totale                                  | Totale                      | 16 339 | 100   |                             | 15 216 | 100   | 20 |  |  |
|                                         |                             |        |       |                             |        |       |    |  |  |
| Fonte: Ministero dell'interno           |                             |        |       |                             |        |       |    |  |  |

#### Riesi
| Candidati                               | Candidati                    | II turno      | II turno      | I turno | I turno | Liste                     | Voti  | %     | Seggi |
| Candidati                               | Candidati                    | Voti          | %             | Voti    | %       | Liste                     | Voti  | %     | Seggi |
| --------------------------------------- | ---------------------------- | ------------- | ------------- | ------- | ------- | ------------------------- | ----- | ----- | ----- |
|                                         | Giuseppe Miccichè ✔️ Sindaco | 3 591         | 52,63         | 2 576   | 33,49   | Partito Popolare Italiano | 1 651 | 22,73 | 6     |
| Democratici di Sinistra                 | Giuseppe Miccichè ✔️ Sindaco | 3 591         | 52,63         | 2 576   | 33,49   | 997                       | 13,72 | 4     |       |
|                                         | Carlo Crapanzano             | 3 232         | 47,37         | 2 249   | 29,24   | Lista Civica              | 1 624 | 22,35 | 4     |
| Cristiano Democratici per la Repubblica | Carlo Crapanzano             | 3 232         | 47,37         | 2 249   | 29,24   | 695                       | 9,57  | 1     |       |
|                                         | Rocco Vitello                | Rocco Vitello | Rocco Vitello | 1 987   | 25,84   | Lista Civica (B)          | 713   | 9,81  | 1     |
| Socialisti Democratici Italiani (A)     | Rocco Vitello                | Rocco Vitello | Rocco Vitello | 1 987   | 25,84   | 548                       | 7,54  | 2     |       |
| Rinnovamento Italiano (B)               | Rocco Vitello                | Rocco Vitello | Rocco Vitello | 1 987   | 25,84   | 381                       | 5,24  | 1     |       |
|                                         | Lino Carrubba                | Lino Carrubba | Lino Carrubba | 879     | 11,43   | Polo per le Libertà       | 657   | 9,04  | 1     |
| Totale                                  | Totale                       | 6 823         | 100           | 7 691   | 100     |                           | 7 265 | 100   | 20    |
|                                         |                              |               |               |         |         |                           |       |       |       |
| Fonte: Ministero dell'interno           |                              |               |               |         |         |                           |       |       |       |

### Provincia regionale di Catania

#### Aci Sant'Antonio
| Candidati                                       | Candidati                   | II turno                   | II turno                   | I turno | I turno | Liste                       | Voti  | %     | Seggi |
| Candidati                                       | Candidati                   | Voti                       | %                          | Voti    | %       | Liste                       | Voti  | %     | Seggi |
| ----------------------------------------------- | --------------------------- | -------------------------- | -------------------------- | ------- | ------- | --------------------------- | ----- | ----- | ----- |
|                                                 | Alfio Pulvirenti ✔️ Sindaco | 4 181                      | 55,03                      | 3 399   | 39,62   | Lista Civica                | 1 254 | 15,65 | 3     |
| Lista Civica                                    | Alfio Pulvirenti ✔️ Sindaco | 4 181                      | 55,03                      | 3 399   | 39,62   | 948                         | 11,83 | 2     |       |
|                                                 | Vincenzo D'Agata            | 3 417                      | 44,97                      | 2 904   | 33,85   | Lista Civica                | 2 047 | 25,54 | 6     |
| Lista Civica                                    | Vincenzo D'Agata            | 3 417                      | 44,97                      | 2 904   | 33,85   | 800                         | 9,98  | 2     |       |
| Partito Popolare Italiano-Rinnovamento Italiano | Vincenzo D'Agata            | 3 417                      | 44,97                      | 2 904   | 33,85   | 645                         | 8,05  | 2     |       |
|                                                 | Roberto Salvatore Di Salvo  | Roberto Salvatore Di Salvo | Roberto Salvatore Di Salvo | 907     | 10,57   | Democratici di Sinistra (A) | 674   | 8,41  | 2     |
| Rifondazione Comunista-Federazione dei Verdi    | Roberto Salvatore Di Salvo  | Roberto Salvatore Di Salvo | Roberto Salvatore Di Salvo | 907     | 10,57   | 233                         | 2,91  | –     |       |
|                                                 | Michelangelo Privitera      | Michelangelo Privitera     | Michelangelo Privitera     | 888     | 10,35   | Alleanza Nazionale (B)      | 838   | 10,46 | 2     |
|                                                 | Giovanni Battista Lombardo  | Giovanni Battista Lombardo | Giovanni Battista Lombardo | 482     | 5,62    | Forza Italia (B)            | 576   | 7,19  | 1     |
| Totale                                          | Totale                      | 7 598                      | 100                        | 8 580   | 100     |                             | 8 015 | 100   | 20    |
|                                                 |                             |                            |                            |         |         |                             |       |       |       |
| Fonte: Ministero dell'interno                   |                             |                            |                            |         |         |                             |       |       |       |

#### Acireale
| Candidati                     | Candidati                   | II turno          | II turno          | I turno | I turno | Liste                                   | Voti   | %     | Seggi |
| Candidati                     | Candidati                   | Voti              | %                 | Voti    | %       | Liste                                   | Voti   | %     | Seggi |
| ----------------------------- | --------------------------- | ----------------- | ----------------- | ------- | ------- | --------------------------------------- | ------ | ----- | ----- |
|                               | Agostino Pennisi ✔️ Sindaco | 16 547            | 62,78             | 12 290  | 39,52   | Partito Popolare Italiano               | 4 064  | 13,96 | 5     |
| Lista Civica                  | Agostino Pennisi ✔️ Sindaco | 16 547            | 62,78             | 12 290  | 39,52   | 2 196                                   | 7,54   | 2     |       |
| Democratici di Sinistra       | Agostino Pennisi ✔️ Sindaco | 16 547            | 62,78             | 12 290  | 39,52   | 1 686                                   | 5,79   | 2     |       |
| Rifondazione Comunista        | Agostino Pennisi ✔️ Sindaco | 16 547            | 62,78             | 12 290  | 39,52   | 784                                     | 2,69   | 1     |       |
| Rinnovamento Italiano         | Agostino Pennisi ✔️ Sindaco | 16 547            | 62,78             | 12 290  | 39,52   | 719                                     | 2,47   | –     |       |
|                               | Niccolò Grassi Bertazzi     | 9 900             | 37,56             | 11 613  | 37,34   | Cristiano Democratici per la Repubblica | 5 922  | 20,34 | 6     |
| Cristiani Democratici Uniti   | Niccolò Grassi Bertazzi     | 9 900             | 37,56             | 11 613  | 37,34   | 4 541                                   | 15,60  | 5     |       |
| Forza Italia                  | Niccolò Grassi Bertazzi     | 9 900             | 37,56             | 11 613  | 37,34   | 3 132                                   | 10,76  | 3     |       |
|                               | Franco Buscemi              | Franco Buscemi    | Franco Buscemi    | 5 965   | 19,18   | Alleanza Nazionale (A)                  | 4 138  | 14,21 | 4     |
| Lista Civica                  | Franco Buscemi              | Franco Buscemi    | Franco Buscemi    | 5 965   | 19,18   | 981                                     | 3,37   | 1     |       |
|                               | Venerando Gambino           | Venerando Gambino | Venerando Gambino | 1 234   | 3,97    | Movimento Sociale Fiamma Tricolore      | 948    | 3,26  | 1     |
| Totale                        | Totale                      | 26 357            | 100               | 31 102  | 100     |                                         | 29 111 | 100   | 30    |
|                               |                             |                   |                   |         |         |                                         |        |       |       |
| Fonte: Ministero dell'interno |                             |                   |                   |         |         |                                         |        |       |       |

#### Giarre
| Candidati                       | Candidati                   | II turno              | II turno              | I turno | I turno | Liste                                   | Voti   | %     | Seggi |
| Candidati                       | Candidati                   | Voti                  | %                     | Voti    | %       | Liste                                   | Voti   | %     | Seggi |
| ------------------------------- | --------------------------- | --------------------- | --------------------- | ------- | ------- | --------------------------------------- | ------ | ----- | ----- |
|                                 | Giuseppe Toscano ✔️ Sindaco | 8 522                 | 55,23                 | 6 514   | 38,35   | Democratici di Sinistra                 | 1 768  | 11,30 | 2     |
| Centro                          | Giuseppe Toscano ✔️ Sindaco | 8 522                 | 55,23                 | 6 514   | 38,35   | 1 590                                   | 10,16  | 2     |       |
| Partito Popolare Italiano       | Giuseppe Toscano ✔️ Sindaco | 8 522                 | 55,23                 | 6 514   | 38,35   | 1 332                                   | 8,51   | 2     |       |
| Rifondazione Comunista          | Giuseppe Toscano ✔️ Sindaco | 8 522                 | 55,23                 | 6 514   | 38,35   | 667                                     | 4,26   | 1     |       |
|                                 | Giuseppe Russo              | 6 909                 | 44,77                 | 6 041   | 35,57   | Cristiano Democratici per la Repubblica | 2 567  | 16,40 | 4     |
| Lista civica di centro-destra   | Giuseppe Russo              | 6 909                 | 44,77                 | 6 041   | 35,57   | 1 679                                   | 10,73  | 2     |       |
| Partito Socialista              | Giuseppe Russo              | 6 909                 | 44,77                 | 6 041   | 35,57   | 1 119                                   | 7,15   | 1     |       |
| Rinnovamento Italiano           | Giuseppe Russo              | 6 909                 | 44,77                 | 6 041   | 35,57   | 822                                     | 5,25   | 1     |       |
|                                 | Carmelo Giuseppe Calì       | Carmelo Giuseppe Calì | Carmelo Giuseppe Calì | 4 429   | 26,08   | Forza Italia (A)                        | 1 637  | 10,46 | 2     |
| Cristiani Democratici Uniti (A) | Carmelo Giuseppe Calì       | Carmelo Giuseppe Calì | Carmelo Giuseppe Calì | 4 429   | 26,08   | 1 416                                   | 9,05   | 2     |       |
| Alleanza Nazionale (A)          | Carmelo Giuseppe Calì       | Carmelo Giuseppe Calì | Carmelo Giuseppe Calì | 4 429   | 26,08   | 1 051                                   | 6,72   | 1     |       |
| Totale                          | Totale                      | 15 431                | 100                   | 16 984  | 100     |                                         | 15 648 | 100   | 20    |
|                                 |                             |                       |                       |         |         |                                         |        |       |       |
| Fonte: Ministero dell'interno   |                             |                       |                       |         |         |                                         |        |       |       |

#### Grammichele
|                               | Salvatore Giuseppe Canzoniere ✔️ Sindaco | 4 735 | 56,25 | Democratici di Sinistra-La Rete         | 2 283 | 28,26 | 7  |  |  |
| Partito Popolare Italiano     | Salvatore Giuseppe Canzoniere ✔️ Sindaco | 4 735 | 56,25 | 1 479                                   | 18,31 | 4     |    |  |  |
| Centro                        | Salvatore Giuseppe Canzoniere ✔️ Sindaco | 4 735 | 56,25 | 891                                     | 11,03 | 2     |    |  |  |
|                               | Antonino Luigi Maria Sileci              | 1 110 | 13,19 | Cristiano Democratici per la Repubblica | 781   | 9,67  | 2  |  |  |
| Forza Italia                  | Antonino Luigi Maria Sileci              | 1 110 | 13,19 | 525                                     | 6,50  | 1     |    |  |  |
|                               | Raffaele Li Rosi                         | 999   | 11,87 | Alleanza Nazionale                      | 493   | 6,10  | 1  |  |  |
| Destra                        | Raffaele Li Rosi                         | 999   | 11,87 | 3 301                                   | 40,86 | 1     |    |  |  |
|                               | Mario Grosso                             | 794   | 9,43  | Rifondazione Comunista                  | 687   | 8,50  | 1  |  |  |
|                               | Salvatore Marchese                       | 780   | 9,27  | Con Bianco                              | 609   | 7,54  | 1  |  |  |
| Totale                        | Totale                                   | 8 418 | 100   |                                         | 8 078 | 100   | 20 |  |  |
|                               |                                          |       |       |                                         |       |       |    |  |  |
| Fonte: Ministero dell'interno |                                          |       |       |                                         |       |       |    |  |  |

#### Gravina di Catania
| Candidati                               | Candidati                             | II turno                    | II turno                    | I turno | I turno | Liste                       | Voti   | %     | Seggi |
| Candidati                               | Candidati                             | Voti                        | %                           | Voti    | %       | Liste                       | Voti   | %     | Seggi |
| --------------------------------------- | ------------------------------------- | --------------------------- | --------------------------- | ------- | ------- | --------------------------- | ------ | ----- | ----- |
|                                         | Fabrizio Giovanni Donzelli ✔️ Sindaco | 5 909                       | 54,21                       | 6 688   | 42,92   | Forza Italia                | 2 804  | 19,25 | 6     |
| Alleanza Nazionale                      | Fabrizio Giovanni Donzelli ✔️ Sindaco | 5 909                       | 54,21                       | 6 688   | 42,92   | 1 999                       | 13,73  | 4     |       |
| Cristiano Democratici per la Repubblica | Fabrizio Giovanni Donzelli ✔️ Sindaco | 5 909                       | 54,21                       | 6 688   | 42,92   | 1 320                       | 9,06   | 2     |       |
|                                         | Elio Marotta                          | 4 992                       | 45,79                       | 4 748   | 30,47   | Democratici di Sinistra     | 1 118  | 7,68  | 1     |
| Partito Popolare Italiano               | Elio Marotta                          | 4 992                       | 45,79                       | 4 748   | 30,47   | 953                         | 6,54   | 1     |       |
| Rinnovamento Italiano                   | Elio Marotta                          | 4 992                       | 45,79                       | 4 748   | 30,47   | 870                         | 5,97   | 1     |       |
| Con Bianco                              | Elio Marotta                          | 4 992                       | 45,79                       | 4 748   | 30,47   | 584                         | 4,01   | 1     |       |
| La Rete                                 | Elio Marotta                          | 4 992                       | 45,79                       | 4 748   | 30,47   | 522                         | 3,58   | –     |       |
| Rifondazione Comunista                  | Elio Marotta                          | 4 992                       | 45,79                       | 4 748   | 30,47   | 374                         | 2,57   | –     |       |
|                                         | Carmelo Umberto Contrafatto           | Carmelo Umberto Contrafatto | Carmelo Umberto Contrafatto | 4 245   | 27,24   | Cristiani Democratici Uniti | 1 484  | 10,19 | 2     |
| Centro Cristiano Democratico            | Carmelo Umberto Contrafatto           | Carmelo Umberto Contrafatto | Carmelo Umberto Contrafatto | 4 245   | 27,24   | 1 193                       | 8,19   | 1     |       |
| Lista civica di centro-sinistra         | Carmelo Umberto Contrafatto           | Carmelo Umberto Contrafatto | Carmelo Umberto Contrafatto | 4 245   | 27,24   | 1 015                       | 6,97   | 1     |       |
| Lista Civica                            | Carmelo Umberto Contrafatto           | Carmelo Umberto Contrafatto | Carmelo Umberto Contrafatto | 4 245   | 27,24   | 328                         | 2,25   | –     |       |
| Totale                                  | Totale                                | 10 901                      | 100                         | 15 581  | 100     |                             | 14 564 | 100   | 20    |
|                                         |                                       |                             |                             |         |         |                             |        |       |       |
| Fonte: Ministero dell'interno           |                                       |                             |                             |         |         |                             |        |       |       |

#### Palagonia
|                               | Salvatore Fausto Maria Fagone ✔️ Sindaco | 5 347 | 57,08 | Socialisti Democratici Italiani         | 3 183 | 35,02 | 8  |  |  |
| Rinnovamento Italiano         | Salvatore Fausto Maria Fagone ✔️ Sindaco | 5 347 | 57,08 | 1 535                                   | 16,89 | 3     |    |  |  |
| Cristiani Democratici Uniti   | Salvatore Fausto Maria Fagone ✔️ Sindaco | 5 347 | 57,08 | 435                                     | 4,79  | 1     |    |  |  |
|                               | Giacoma Carmela Stancanelli              | 1 718 | 18,34 | L'Ulivo                                 | 830   | 9,13  | 2  |  |  |
| Federazione dei Verdi-La Rete | Giacoma Carmela Stancanelli              | 1 718 | 18,34 | 340                                     | 3,74  | 1     |    |  |  |
| Partito Popolare Italiano     | Giacoma Carmela Stancanelli              | 1 718 | 18,34 | 239                                     | 2,63  | –     |    |  |  |
|                               | Mario Fagone                             | 1 363 | 14,55 | Alleanza Nazionale                      | 1 097 | 12,07 | 2  |  |  |
| Forza Italia                  | Mario Fagone                             | 1 363 | 14,55 | 442                                     | 4,86  | 1     |    |  |  |
|                               | Giovanni Elia                            | 939   | 10,02 | Cristiano Democratici per la Repubblica | 576   | 6,34  | 1  |  |  |
| Lista civica di centro-destra | Giovanni Elia                            | 939   | 10,02 | 412                                     | 4,53  | 1     |    |  |  |
| Totale                        | Totale                                   | 9 367 | 100   |                                         | 9 089 | 100   | 20 |  |  |
|                               |                                          |       |       |                                         |       |       |    |  |  |
| Fonte: Ministero dell'interno |                                          |       |       |                                         |       |       |    |  |  |

#### Ramacca
| Candidati                           | Candidati                  | II turno           | II turno           | I turno | I turno | Liste                         | Voti  | %     | Seggi |
| Candidati                           | Candidati                  | Voti               | %                  | Voti    | %       | Liste                         | Voti  | %     | Seggi |
| ----------------------------------- | -------------------------- | ------------------ | ------------------ | ------- | ------- | ----------------------------- | ----- | ----- | ----- |
|                                     | Giuseppe Limoli ✔️ Sindaco | 3 179              | 52,46              | 1 806   | 28,25   | Cristiani Democratici Uniti   | 703   | 11,50 | 3     |
| Alleanza Nazionale                  | Giuseppe Limoli ✔️ Sindaco | 3 179              | 52,46              | 1 806   | 28,25   | 483                           | 7,90  | 2     |       |
| Lista Civica                        | Giuseppe Limoli ✔️ Sindaco | 3 179              | 52,46              | 1 806   | 28,25   | 177                           | 2,90  | –     |       |
|                                     | Francesco Zappalà          | 2 881              | 47,54              | 1 723   | 26,95   | Democratici di Sinistra       | 724   | 11,85 | 2     |
| Partito Socialista                  | Francesco Zappalà          | 2 881              | 47,54              | 1 723   | 26,95   | 212                           | 3,47  | –     |       |
| Lista Civica                        | Francesco Zappalà          | 2 881              | 47,54              | 1 723   | 26,95   | 204                           | 3,34  | –     |       |
| Rifondazione Comunista              | Francesco Zappalà          | 2 881              | 47,54              | 1 723   | 26,95   | 150                           | 2,45  | –     |       |
|                                     | Salvatore Nicolosi         | Salvatore Nicolosi | Salvatore Nicolosi | 1 549   | 24,23   | Partito Popolare Italiano (B) | 1 077 | 17,62 | 4     |
| Lista Civica (A)                    | Salvatore Nicolosi         | Salvatore Nicolosi | Salvatore Nicolosi | 1 549   | 24,23   | 463                           | 7,58  | 2     |       |
| Lista Civica (B)                    | Salvatore Nicolosi         | Salvatore Nicolosi | Salvatore Nicolosi | 1 549   | 24,23   | 269                           | 4,40  | 1     |       |
|                                     | Alfio Mogavero             | Alfio Mogavero     | Alfio Mogavero     | 1 315   | 20,57   | Rinnovamento Italiano         | 606   | 9,92  | 1     |
| Forza Italia (A)                    | Alfio Mogavero             | Alfio Mogavero     | Alfio Mogavero     | 1 315   | 20,57   | 589                           | 9,64  | 3     |       |
| Socialisti Democratici Italiani (A) | Alfio Mogavero             | Alfio Mogavero     | Alfio Mogavero     | 1 315   | 20,57   | 251                           | 4,11  | 1     |       |
| Centro Cristiano Democratico (A)    | Alfio Mogavero             | Alfio Mogavero     | Alfio Mogavero     | 1 315   | 20,57   | 203                           | 3,32  | 1     |       |
| Totale                              | Totale                     | 6 060              | 100                | 6 393   | 100     |                               | 6 111 | 100   | 20    |
|                                     |                            |                    |                    |         |         |                               |       |       |       |
| Fonte: Ministero dell'interno       |                            |                    |                    |         |         |                               |       |       |       |

#### Randazzo
| Candidati                               | Candidati                            | II turno           | II turno           | I turno | I turno | Liste                        | Voti  | %     | Seggi |
| Candidati                               | Candidati                            | Voti               | %                  | Voti    | %       | Liste                        | Voti  | %     | Seggi |
| --------------------------------------- | ------------------------------------ | ------------------ | ------------------ | ------- | ------- | ---------------------------- | ----- | ----- | ----- |
|                                         | Ernesto Alfonso Del Campo ✔️ Sindaco | 3 581              | 50,12              | 2 333   | 31,01   | Cristiani Democratici Uniti  | 908   | 12,67 | 3     |
| Forza Italia                            | Ernesto Alfonso Del Campo ✔️ Sindaco | 3 581              | 50,12              | 2 333   | 31,01   | 901                          | 12,57 | 3     |       |
| Alleanza Nazionale                      | Ernesto Alfonso Del Campo ✔️ Sindaco | 3 581              | 50,12              | 2 333   | 31,01   | 550                          | 7,67  | 1     |       |
| Lista Civica                            | Ernesto Alfonso Del Campo ✔️ Sindaco | 3 581              | 50,12              | 2 333   | 31,01   | 432                          | 6,03  | 1     |       |
|                                         | Angela Vecchio                       | 3 564              | 49,88              | 2 691   | 35,77   | Sinistra                     | 1 119 | 15,61 | 4     |
| Socialisti Democratici Italiani         | Angela Vecchio                       | 3 564              | 49,88              | 2 691   | 35,77   | 397                          | 5,54  | 1     |       |
| Rinnovamento Italiano-Altri             | Angela Vecchio                       | 3 564              | 49,88              | 2 691   | 35,77   | 372                          | 5,19  | 1     |       |
| Partito Popolare Italiano               | Angela Vecchio                       | 3 564              | 49,88              | 2 691   | 35,77   | 248                          | 3,46  | –     |       |
|                                         | Francesco Lanza                      | Francesco Lanza    | Francesco Lanza    | 2 154   | 28,63   | Partito Socialista (A)       | 1 272 | 17,75 | 4     |
| Cristiano Democratici per la Repubblica | Francesco Lanza                      | Francesco Lanza    | Francesco Lanza    | 2 154   | 28,63   | 672                          | 9,38  | 2     |       |
|                                         | Paolo Parlavecchio                   | Paolo Parlavecchio | Paolo Parlavecchio | 345     | 4,59    | Centro Cristiano Democratico | 296   | 4,13  | –     |
| Totale                                  | Totale                               | 7 145              | 100                | 7 523   | 100     |                              | 7 167 | 100   | 20    |
|                                         |                                      |                    |                    |         |         |                              |       |       |       |
| Fonte: Ministero dell'interno           |                                      |                    |                    |         |         |                              |       |       |       |

#### Riposto
|                               | Carmelo D'Urso ✔️ Sindaco | 5 376 | 60,05 | Sinistra                                | 3 306 | 37,56 | 9  |  |  |
| Sinistra                      | Carmelo D'Urso ✔️ Sindaco | 5 376 | 60,05 | 905                                     | 10,28 | 2     |    |  |  |
| Sinistra                      | Carmelo D'Urso ✔️ Sindaco | 5 376 | 60,05 | 701                                     | 7,96  | 1     |    |  |  |
| Partito Popolare Italiano     | Carmelo D'Urso ✔️ Sindaco | 5 376 | 60,05 | 657                                     | 7,46  | 1     |    |  |  |
|                               | Rosario Mirone            | 2 663 | 29,74 | Cristiano Democratici per la Repubblica | 958   | 10,88 | 3  |  |  |
| Forza Italia                  | Rosario Mirone            | 2 663 | 29,74 | 692                                     | 7,86  | 2     |    |  |  |
| Cristiani Democratici Uniti   | Rosario Mirone            | 2 663 | 29,74 | 575                                     | 6,53  | 1     |    |  |  |
| Destra                        | Rosario Mirone            | 2 663 | 29,74 | 251                                     | 2,85  | –     |    |  |  |
|                               | Salvatore Russo           | 914   | 10,21 | Alleanza Nazionale                      | 450   | 5,11  | 1  |  |  |
| Centro                        | Salvatore Russo           | 914   | 10,21 | 307                                     | 3,49  | –     |    |  |  |
| Totale                        | Totale                    | 8 953 | 100   |                                         | 8 802 | 100   | 20 |  |  |
|                               |                           |       |       |                                         |       |       |    |  |  |
| Fonte: Ministero dell'interno |                           |       |       |                                         |       |       |    |  |  |

#### Tremestieri Etneo
| Candidati                               | Candidati                   | II turno           | II turno           | I turno | I turno | Liste                       | Voti  | %     | Seggi |
| Candidati                               | Candidati                   | Voti               | %                  | Voti    | %       | Liste                       | Voti  | %     | Seggi |
| --------------------------------------- | --------------------------- | ------------------ | ------------------ | ------- | ------- | --------------------------- | ----- | ----- | ----- |
|                                         | Guido Costa ✔️ Sindaco      | 4 753              | 56,42              | 4 745   | 43,46   | Alleanza Nazionale          | 2 040 | 20,49 | 4     |
| Cristiano Democratici per la Repubblica | Guido Costa ✔️ Sindaco      | 4 753              | 56,42              | 4 745   | 43,46   | 1 667                       | 16,75 | 4     |       |
| Centro                                  | Guido Costa ✔️ Sindaco      | 4 753              | 56,42              | 4 745   | 43,46   | 562                         | 5,65  | 1     |       |
|                                         | Salvatore Antonio Giuffrida | 3 671              | 43,58              | 3 907   | 35,78   | Forza Italia                | 1 499 | 15,06 | 3     |
| Cristiani Democratici Uniti             | Salvatore Antonio Giuffrida | 3 671              | 43,58              | 3 907   | 35,78   | 1 138                       | 11,43 | 2     |       |
| Centro                                  | Salvatore Antonio Giuffrida | 3 671              | 43,58              | 3 907   | 35,78   | 915                         | 9,19  | 2     |       |
|                                         | Carmelo Vinciprova          | Carmelo Vinciprova | Carmelo Vinciprova | 2 267   | 20,76   | Democratici di Sinistra (A) | 843   | 8,47  | 2     |
| Con Bianco (A)                          | Carmelo Vinciprova          | Carmelo Vinciprova | Carmelo Vinciprova | 2 267   | 20,76   | 769                         | 7,73  | 1     |       |
| Partito Popolare Italiano (A)           | Carmelo Vinciprova          | Carmelo Vinciprova | Carmelo Vinciprova | 2 267   | 20,76   | 521                         | 5,23  | 1     |       |
| Totale                                  | Totale                      | 8 424              | 100                | 10 919  | 100     |                             | 9 954 | 100   | 20    |
|                                         |                             |                    |                    |         |         |                             |       |       |       |
| Fonte: Ministero dell'interno           |                             |                    |                    |         |         |                             |       |       |       |

### Provincia regionale di Enna

#### Enna
| Candidati                                               | Candidati                          | II turno               | II turno               | I turno | I turno | Liste                                                                                     | Voti   | %     | Seggi |
| Candidati                                               | Candidati                          | Voti                   | %                      | Voti    | %       | Liste                                                                                     | Voti   | %     | Seggi |
| ------------------------------------------------------- | ---------------------------------- | ---------------------- | ---------------------- | ------- | ------- | ----------------------------------------------------------------------------------------- | ------ | ----- | ----- |
|                                                         | Antonino Onofrio Alvano ✔️ Sindaco | 9 142                  | 52,90                  | 6 316   | 32,91   | Forza Italia-Centro Cristiano Democratico                                                 | 1 900  | 10,28 | 4     |
| Alleanza Nazionale                                      | Antonino Onofrio Alvano ✔️ Sindaco | 9 142                  | 52,90                  | 6 316   | 32,91   | 1 869                                                                                     | 10,11  | 3     |       |
| Lista Civica                                            | Antonino Onofrio Alvano ✔️ Sindaco | 9 142                  | 52,90                  | 6 316   | 32,91   | 1 387                                                                                     | 7,50   | 2     |       |
| Proserpina                                              | Antonino Onofrio Alvano ✔️ Sindaco | 9 142                  | 52,90                  | 6 316   | 32,91   | 450                                                                                       | 2,43   | –     |       |
|                                                         | Giuseppe Petralia                  | 8 140                  | 47,10                  | 7 993   | 41,65   | Democratici di Sinistra                                                                   | 4 854  | 26,25 | 9     |
| Partito Popolare Italiano                               | Giuseppe Petralia                  | 8 140                  | 47,10                  | 7 993   | 41,65   | 3 412                                                                                     | 18,46  | 6     |       |
| Rinnovamento Italiano                                   | Giuseppe Petralia                  | 8 140                  | 47,10                  | 7 993   | 41,65   | 967                                                                                       | 5,23   | 1     |       |
| Enna che Vogliamo                                       | Giuseppe Petralia                  | 8 140                  | 47,10                  | 7 993   | 41,65   | 840                                                                                       | 4,54   | 1     |       |
|                                                         | Claudio Antonio Faraci             | Claudio Antonio Faraci | Claudio Antonio Faraci | 4 304   | 22,43   | Partito Socialista-Cristiani Democratici Uniti per l'Unione Democratica per la Repubblica | 1 326  | 7,17  | 2     |
| Cristiano Democratici per la Repubblica-Italia Federale | Claudio Antonio Faraci             | Claudio Antonio Faraci | Claudio Antonio Faraci | 4 304   | 22,43   | 1 171                                                                                     | 6,33   | 2     |       |
|                                                         | Giuseppe Fragalà                   | Giuseppe Fragalà       | Giuseppe Fragalà       | 579     | 3,02    | Rifondazione Comunista                                                                    | 312    | 1,69  | –     |
| Totale                                                  | Totale                             | 17 282                 | 100                    | 19 192  | 100     |                                                                                           | 18 488 | 100   | 30    |
|                                                         |                                    |                        |                        |         |         |                                                                                           |        |       |       |
| Fonte: Ministero dell'interno                           |                                    |                        |                        |         |         |                                                                                           |        |       |       |

#### Troina
| Candidati                       | Candidati                                | II turno              | II turno              | I turno | I turno | Liste                       | Voti  | %     | Seggi |
| Candidati                       | Candidati                                | Voti                  | %                     | Voti    | %       | Liste                       | Voti  | %     | Seggi |
| ------------------------------- | ---------------------------------------- | --------------------- | --------------------- | ------- | ------- | --------------------------- | ----- | ----- | ----- |
|                                 | Giuseppe Antonio Artimagnella ✔️ Sindaco | 3 687                 | 60,84                 | 2 380   | 37,29   | Cristiani Democratici Uniti | 1 368 | 22,27 | 9     |
| Alleanza Nazionale              | Giuseppe Antonio Artimagnella ✔️ Sindaco | 3 687                 | 60,84                 | 2 380   | 37,29   | 417                         | 6,79  | 3     |       |
|                                 | Nicolò Giuseppe Giovanni Cantale         | 2 373                 | 39,16                 | 2 651   | 41,54   | Lista Civica                | 1 117 | 18,19 | 2     |
| Democratici di Sinistra         | Nicolò Giuseppe Giovanni Cantale         | 2 373                 | 39,16                 | 2 651   | 41,54   | 988                         | 16,09 | 2     |       |
| Rifondazione Comunista          | Nicolò Giuseppe Giovanni Cantale         | 2 373                 | 39,16                 | 2 651   | 41,54   | 868                         | 14,13 | 2     |       |
|                                 | Massimiliano Stazzone                    | Massimiliano Stazzone | Massimiliano Stazzone | 1 351   | 21,17   | La Rete                     | 632   | 10,29 | 1     |
| Partito Popolare Italiano       | Massimiliano Stazzone                    | Massimiliano Stazzone | Massimiliano Stazzone | 1 351   | 21,17   | 467                         | 7,60  | 1     |       |
| Socialisti Democratici Italiani | Massimiliano Stazzone                    | Massimiliano Stazzone | Massimiliano Stazzone | 1 351   | 21,17   | 285                         | 4,64  | –     |       |
| Totale                          | Totale                                   | 6 060                 | 100                   | 6 382   | 100     |                             | 6 142 | 100   | 20    |
|                                 |                                          |                       |                       |         |         |                             |       |       |       |
| Fonte: Ministero dell'interno   |                                          |                       |                       |         |         |                             |       |       |       |

### Provincia regionale di Messina

#### Messina
|                                         | Salvatore Francesco Leonardi ✔️ Sindaco | 77 402  | 53,28 | Forza Italia                             | 23 423  | 17,21 | 8  |  |  |
| Alleanza Nazionale                      | Salvatore Francesco Leonardi ✔️ Sindaco | 77 402  | 53,28 | 15 262                                   | 11,21   | 5     |    |  |  |
| Cristiano Democratici per la Repubblica | Salvatore Francesco Leonardi ✔️ Sindaco | 77 402  | 53,28 | 14 379                                   | 10,57   | 4     |    |  |  |
| Centro Cristiano Democratico            | Salvatore Francesco Leonardi ✔️ Sindaco | 77 402  | 53,28 | 13 177                                   | 9,68    | 4     |    |  |  |
| Cristiani Democratici Uniti             | Salvatore Francesco Leonardi ✔️ Sindaco | 77 402  | 53,28 | 11 657                                   | 8,57    | 3     |    |  |  |
| Partito Socialista                      | Salvatore Francesco Leonardi ✔️ Sindaco | 77 402  | 53,28 | 5 855                                    | 4,30    | 1     |    |  |  |
|                                         | Francesco Providenti                    | 61 084  | 42,04 | Partito Popolare Italiano                | 13 752  | 10,10 | 4  |  |  |
| Democratici di Sinistra                 | Francesco Providenti                    | 61 084  | 42,04 | 13 065                                   | 9,60    | 4     |    |  |  |
| Lista Civica                            | Francesco Providenti                    | 61 084  | 42,04 | 8 484                                    | 6,23    | 3     |    |  |  |
| Socialisti Democratici Italiani         | Francesco Providenti                    | 61 084  | 42,04 | 6 080                                    | 4,47    | 2     |    |  |  |
| Lista civica di centro-sinistra         | Francesco Providenti                    | 61 084  | 42,04 | 3 399                                    | 2,50    | 1     |    |  |  |
| Rifondazione Comunista                  | Francesco Providenti                    | 61 084  | 42,04 | 1 826                                    | 1,34    | –     |    |  |  |
| Partito Pensionati                      | Francesco Providenti                    | 61 084  | 42,04 | 502                                      | 0,37    | –     |    |  |  |
|                                         | Massimo Mollica                         | 4 499   | 3,10  | Rinnovamento Italiano                    | 3 634   | 2,67  | 1  |  |  |
|                                         | Antonino Ragusa                         | 1 564   | 1,08  | Movimento Sociale Fiamma Tricolore       | 1 064   | 0,78  | –  |  |  |
|                                         | Giuseppe Luciano Tringali               | 737     | 0,51  | Noi Siciliani-Fronte Nazionale Siciliano | 537     | 0,39  | –  |  |  |
| Totale                                  | Totale                                  | 145 286 | 100   |                                          | 136 096 | 100   | 40 |  |  |
|                                         |                                         |         |       |                                          |         |       |    |  |  |
| Fonte: Ministero dell'interno           |                                         |         |       |                                          |         |       |    |  |  |

#### Barcellona Pozzo di Gotto
| Candidati                       | Candidati                     | II turno                 | II turno                 | I turno | I turno | Liste                                  | Voti   | %     | Seggi |
| Candidati                       | Candidati                     | Voti                     | %                        | Voti    | %       | Liste                                  | Voti   | %     | Seggi |
| ------------------------------- | ----------------------------- | ------------------------ | ------------------------ | ------- | ------- | -------------------------------------- | ------ | ----- | ----- |
|                                 | Francesco Speciale ✔️ Sindaco | 13 776                   | 56,56                    | 11 004  | 42,72   | Democratici di Sinistra                | 3 514  | 14,21 | 5     |
| Partito Popolare Italiano       | Francesco Speciale ✔️ Sindaco | 13 776                   | 56,56                    | 11 004  | 42,72   | 2 591                                  | 10,48  | 3     |       |
| Lista civica di centro-sinistra | Francesco Speciale ✔️ Sindaco | 13 776                   | 56,56                    | 11 004  | 42,72   | 1 177                                  | 4,76   | 1     |       |
| Rinnovamento Italiano           | Francesco Speciale ✔️ Sindaco | 13 776                   | 56,56                    | 11 004  | 42,72   | 764                                    | 3,09   | 1     |       |
| Socialisti Democratici Italiani | Francesco Speciale ✔️ Sindaco | 13 776                   | 56,56                    | 11 004  | 42,72   | 722                                    | 2,92   | 1     |       |
|                                 | Domenico Scolaro              | 10 579                   | 43,44                    | 10 134  | 39,35   | Alleanza Nazionale                     | 4 235  | 17,12 | 6     |
| Patto Città                     | Domenico Scolaro              | 10 579                   | 43,44                    | 10 134  | 39,35   | 2 094                                  | 8,47   | 3     |       |
| Centro                          | Domenico Scolaro              | 10 579                   | 43,44                    | 10 134  | 39,35   | 2 034                                  | 8,22   | 3     |       |
| Lista Civica                    | Domenico Scolaro              | 10 579                   | 43,44                    | 10 134  | 39,35   | 1 174                                  | 4,75   | 1     |       |
| Lista civica di centro-destra   | Domenico Scolaro              | 10 579                   | 43,44                    | 10 134  | 39,35   | 1 075                                  | 4,35   | 1     |       |
| Lista Civica                    | Domenico Scolaro              | 10 579                   | 43,44                    | 10 134  | 39,35   | 720                                    | 2,91   | 1     |       |
| Lista Civica                    | Domenico Scolaro              | 10 579                   | 43,44                    | 10 134  | 39,35   | 709                                    | 2,87   | 1     |       |
|                                 | Filippo Marte                 | Filippo Marte            | Filippo Marte            | 3 925   | 15,24   | Lista Civica (A)                       | 1 145  | 4,63  | 1     |
| Centro (B)                      | Filippo Marte                 | Filippo Marte            | Filippo Marte            | 3 925   | 15,24   | 1 142                                  | 4,62   | 1     |       |
| Lista Civica (A)                | Filippo Marte                 | Filippo Marte            | Filippo Marte            | 3 925   | 15,24   | 916                                    | 3,70   | 1     |       |
|                                 | Giuseppe Simonetta            | Giuseppe Simonetta       | Giuseppe Simonetta       | 277     | 1,08    | Movimento Sociale Fiamma Tricolore (B) | 372    | 1,50  | –     |
|                                 | Vito Giunta                   | Vito Giunta              | Vito Giunta              | 235     | 0,91    | Rifondazione Comunista                 | 193    | 0,78  | –     |
|                                 | Rosario De Luca Cardillo      | Rosario De Luca Cardillo | Rosario De Luca Cardillo | 181     | 0,70    | Lista Civica                           | 153    | 0,62  | –     |
| Totale                          | Totale                        | 24 355                   | 100                      | 25 756  | 100     |                                        | 24 730 | 100   | 30    |
|                                 |                               |                          |                          |         |         |                                        |        |       |       |
| Fonte: Ministero dell'interno   |                               |                          |                          |         |         |                                        |        |       |       |

#### Capo d'Orlando
|                               | Roberto Vincenzo Sindoni ✔️ Sindaco | 6 692 | 80,12 | Lista Civica                    | 2 898 | 35,35 | 8  |  |  |
| Lista Civica                  | Roberto Vincenzo Sindoni ✔️ Sindaco | 6 692 | 80,12 | 1 443                           | 17,60 | 4     |    |  |  |
| Lista Civica                  | Roberto Vincenzo Sindoni ✔️ Sindaco | 6 692 | 80,12 | 1 386                           | 16,91 | 3     |    |  |  |
| Alleanza Nazionale            | Roberto Vincenzo Sindoni ✔️ Sindaco | 6 692 | 80,12 | 1 052                           | 12,83 | 2     |    |  |  |
|                               | Giovannino La Torre                 | 1 660 | 19,88 | Lista civica di centro-sinistra | 1 419 | 17,31 | 3  |  |  |
| Totale                        | Totale                              | 8 352 | 100   |                                 | 8 198 | 100   | 20 |  |  |
|                               |                                     |       |       |                                 |       |       |    |  |  |
| Fonte: Ministero dell'interno |                                     |       |       |                                 |       |       |    |  |  |

#### Lipari
|                               | Michele Giacomantonio ✔️ Sindaco | 3 690 | 50,80 | Lista Civica                                                                           | 3 368 | 47,64 | 12 |  |  |
|                               | Bartolo Cannistrà                | 2 616 | 36,01 | Forza Italia-Centro Cristiano Democratico                                              | 1 314 | 18,59 | 3  |  |  |
| Lista Civica                  | Bartolo Cannistrà                | 2 616 | 36,01 | 1 174                                                                                  | 16,61 | 3     |    |  |  |
|                               | Giuseppe Longo                   | 698   | 9,61  | Alleanza Nazionale                                                                     | 811   | 11,47 | 2  |  |  |
|                               | Alfio Ziino                      | 260   | 3,58  | Partito Socialista-Cristiani Democratici Uniti-Cristiano Democratici per la Repubblica | 403   | 5,70  | –  |  |  |
| Totale                        | Totale                           | 7 264 | 100   |                                                                                        | 7 070 | 100   | 20 |  |  |
|                               |                                  |       |       |                                                                                        |       |       |    |  |  |
| Fonte: Ministero dell'interno |                                  |       |       |                                                                                        |       |       |    |  |  |

### Provincia regionale di Ragusa

#### Ragusa
| Candidati                                   | Candidati                  | II turno                  | II turno                  | I turno | I turno | Liste                           | Voti   | %     | Seggi |
| Candidati                                   | Candidati                  | Voti                      | %                         | Voti    | %       | Liste                           | Voti   | %     | Seggi |
| ------------------------------------------- | -------------------------- | ------------------------- | ------------------------- | ------- | ------- | ------------------------------- | ------ | ----- | ----- |
|                                             | Domenico Arezzo ✔️ Sindaco | 19 840                    | 53,57                     | 11 558  | 28,82   | Forza Italia                    | 4 228  | 11,92 | 5     |
| Alleanza Nazionale                          | Domenico Arezzo ✔️ Sindaco | 19 840                    | 53,57                     | 11 558  | 28,82   | 3 805                           | 10,72  | 4     |       |
| Centro Cristiano Democratico                | Domenico Arezzo ✔️ Sindaco | 19 840                    | 53,57                     | 11 558  | 28,82   | 2 231                           | 6,29   | 2     |       |
|                                             | Giorgio Chessari           | 17 193                    | 46,43                     | 10 929  | 27,25   | Democratici di Sinistra         | 5 789  | 16,31 | 4     |
| Rifondazione Comunista                      | Giorgio Chessari           | 17 193                    | 46,43                     | 10 929  | 27,25   | 2 373                           | 6,69   | 2     |       |
| La Rete-Federazione dei Verdi               | Giorgio Chessari           | 17 193                    | 46,43                     | 10 929  | 27,25   | 1 000                           | 2,82   | –     |       |
|                                             | Giovanni Francesco Antoci  | Giovanni Francesco Antoci | Giovanni Francesco Antoci | 9 212   | 22,97   | Partito Popolare Italiano (B)   | 4 914  | 13,85 | 4     |
| Ragusa Popolare                             | Giovanni Francesco Antoci  | Giovanni Francesco Antoci | Giovanni Francesco Antoci | 9 212   | 22,97   | 1 629                           | 4,59   | 1     |       |
| Uniti per Ragusa (B)                        | Giovanni Francesco Antoci  | Giovanni Francesco Antoci | Giovanni Francesco Antoci | 9 212   | 22,97   | 1 203                           | 3,39   | 1     |       |
|                                             | Salvatore Bocchieri        | Salvatore Bocchieri       | Salvatore Bocchieri       | 5 059   | 12,61   | Cristiani Democratici Uniti (A) | 3 325  | 9,37  | 3     |
| Cristiano Democratici per la Repubblica (A) | Salvatore Bocchieri        | Salvatore Bocchieri       | Salvatore Bocchieri       | 5 059   | 12,61   | 2 268                           | 6,39   | 2     |       |
|                                             | Angelo Schembri            | Angelo Schembri           | Angelo Schembri           | 2 624   | 6,54    | Ragusa Soprattutto (A)          | 1 766  | 4,98  | 2     |
|                                             | Giorgio Cascone            | Giorgio Cascone           | Giorgio Cascone           | 726     | 1,81    | Socialisti Democratici Italiani | 953    | 2,69  | –     |
| Totale                                      | Totale                     | 37 033                    | 100                       | 40 108  | 100     |                                 | 35 484 | 100   | 30    |
|                                             |                            |                           |                           |         |         |                                 |        |       |       |
| Fonte: Ministero dell'interno               |                            |                           |                           |         |         |                                 |        |       |       |

#### Comiso
| Candidati                                                             | Candidati                     | II turno           | II turno           | I turno | I turno | Liste                                       | Voti   | %     | Seggi |
| Candidati                                                             | Candidati                     | Voti               | %                  | Voti    | %       | Liste                                       | Voti   | %     | Seggi |
| --------------------------------------------------------------------- | ----------------------------- | ------------------ | ------------------ | ------- | ------- | ------------------------------------------- | ------ | ----- | ----- |
|                                                                       | Giuseppe Digiacomo ✔️ Sindaco | 9 536              | 53,54              | 9 188   | 49,63   | Democratici di Sinistra                     | 7 017  | 41,11 | 10    |
| Partito Popolare Italiano-Rinnovamento Italiano-Federazione dei Verdi | Giuseppe Digiacomo ✔️ Sindaco | 9 536              | 53,54              | 9 188   | 49,63   | 923                                         | 5,41   | 1     |       |
| Rifondazione Comunista                                                | Giuseppe Digiacomo ✔️ Sindaco | 9 536              | 53,54              | 9 188   | 49,63   | 707                                         | 4,14   | 1     |       |
|                                                                       | Michele Assenza               | 8 276              | 46,46              | 6 872   | 37,12   | Alleanza Nazionale                          | 3 716  | 21,77 | 4     |
| Forza Italia                                                          | Michele Assenza               | 8 276              | 46,46              | 6 872   | 37,12   | 1 136                                       | 6,66   | 1     |       |
| Centro Cristiano Democratico                                          | Michele Assenza               | 8 276              | 46,46              | 6 872   | 37,12   | 898                                         | 5,26   | 1     |       |
|                                                                       | Salvatore Pacini              | Salvatore Pacini   | Salvatore Pacini   | 2 081   | 11,24   | Cristiano Democratici per la Repubblica (A) | 1 514  | 8,87  | 2     |
| Cristiani Democratici Uniti (A)                                       | Salvatore Pacini              | Salvatore Pacini   | Salvatore Pacini   | 2 081   | 11,24   | 630                                         | 3,69   | –     |       |
|                                                                       | Salvatore Catalano            | Salvatore Catalano | Salvatore Catalano | 373     | 2,01    | Partito Socialista                          | 527    | 3,09  | –     |
| Totale                                                                | Totale                        | 17 812             | 100                | 18 514  | 100     |                                             | 17 068 | 100   | 20    |
|                                                                       |                               |                    |                    |         |         |                                             |        |       |       |
| Fonte: Ministero dell'interno                                         |                               |                    |                    |         |         |                                             |        |       |       |

#### Ispica
|                                         | Rosario Gugliotta ✔️ Sindaco | 5 038 | 53,25 | Forza Italia                    | 3 069 | 34,69 | 10 |  |  |
| Centro Cristiano Democratico            | Rosario Gugliotta ✔️ Sindaco | 5 038 | 53,25 | 415                             | 4,69  | 1     |    |  |  |
| Alleanza Nazionale                      | Rosario Gugliotta ✔️ Sindaco | 5 038 | 53,25 | 343                             | 3,88  | 1     |    |  |  |
| Sinistra                                | Rosario Gugliotta ✔️ Sindaco | 5 038 | 53,25 | 303                             | 3,42  | –     |    |  |  |
|                                         | Pietro Rustico               | 2 272 | 24,01 | Cristiani Democratici Uniti     | 974   | 11,01 | 2  |  |  |
| Lista Civica                            | Pietro Rustico               | 2 272 | 24,01 | 699                             | 7,90  | 2     |    |  |  |
| Cristiano Democratici per la Repubblica | Pietro Rustico               | 2 272 | 24,01 | 673                             | 7,61  | 1     |    |  |  |
| La Rete                                 | Pietro Rustico               | 2 272 | 24,01 | 230                             | 2,60  | –     |    |  |  |
|                                         | Rodolfo Pisani               | 890   | 9,41  | Democratici di Sinistra         | 980   | 11,08 | 2  |  |  |
|                                         | Corrado Monaca               | 373   | 3,94  | Partito Popolare Italiano       | 569   | 6,43  | 1  |  |  |
|                                         | Corrado Santoro              | 222   | 2,35  | Rifondazione Comunista          | 249   | 2,81  | –  |  |  |
|                                         | Antonino Cicero              | 151   | 1,60  | Rinnovamento Italiano           | 129   | 1,46  | –  |  |  |
|                                         | Carmelo Stornello            | 104   | 1,10  | Socialisti Democratici Italiani | 215   | 2,43  | –  |  |  |
| Totale                                  | Totale                       | 9 461 | 100   |                                 | 8 848 | 100   | 20 |  |  |
|                                         |                              |       |       |                                 |       |       |    |  |  |
| Fonte: Ministero dell'interno           |                              |       |       |                                 |       |       |    |  |  |

#### Scicli
| Candidati                       | Candidati                   | II turno         | II turno         | I turno | I turno | Liste | Voti   | %     | Seggi |
| Candidati                       | Candidati                   | Voti             | %                | Voti    | %       | Liste | Voti   | %     | Seggi |
| ------------------------------- | --------------------------- | ---------------- | ---------------- | ------- | ------- | --- | ------ | ----- | ----- |
|                                 | Bartolomeo Falla ✔️ Sindaco | 8 269            | 61,26            | 4 219   | 26,64   | La Rete-Federazione dei Verdi                                                                                  | 1 529  | 10,80 | 7     |
| Rifondazione Comunista          | Bartolomeo Falla ✔️ Sindaco | 8 269            | 61,26            | 4 219   | 26,64   | 1 270 | 8,97   | 5     |       |
|                                 | Vincenzo Giannone           | 5 230            | 38,74            | 3 426   | 21,63   | Democratici di Sinistra                                                                                        | 2 051  | 14,49 | 1     |
| Rinnovamento Italiano           | Vincenzo Giannone           | 5 230            | 38,74            | 3 426   | 21,63   | 1 141 | 8,06   | 1     |       |
| Socialisti Democratici Italiani | Vincenzo Giannone           | 5 230            | 38,74            | 3 426   | 21,63   | 318 | 2,25   | –     |       |
|                                 | Alfredo Vicari              | Alfredo Vicari   | Alfredo Vicari   | 3 189   | 20,14   | Forza Italia                                                                                                   | 1 387  | 9,80  | 1     |
| Alleanza Nazionale              | Alfredo Vicari              | Alfredo Vicari   | Alfredo Vicari   | 3 189   | 20,14   | 838 | 5,92   | 1     |       |
| Centro Cristiano Democratico    | Alfredo Vicari              | Alfredo Vicari   | Alfredo Vicari   | 3 189   | 20,14   | 235 | 1,66   | –     |       |
|                                 | Luigi Piccione              | Luigi Piccione   | Luigi Piccione   | 2 814   | 17,77   | Cristiani Democratici Uniti-Cristiano Democratici per la Repubblica per l'Unione Democratica per la Repubblica | 2 403  | 16,98 | 2     |
| Lista Civica                    | Luigi Piccione              | Luigi Piccione   | Luigi Piccione   | 2 814   | 17,77   | 1 260 | 8,90   | 1     |       |
|                                 | Antonino Gentile            | Antonino Gentile | Antonino Gentile | 1 930   | 12,19   | Partito Popolare Italiano                                                                                      | 852    | 6,02  | 1     |
| Lista Civica                    | Antonino Gentile            | Antonino Gentile | Antonino Gentile | 1 930   | 12,19   | 544 | 3,84   | –     |       |
|                                 | Carmelo Portelli            | Carmelo Portelli | Carmelo Portelli | 260     | 1,64    | Lista Civica                                                                                                   | 326    | 2,30  | –     |
| Totale                          | Totale                      | 13 499           | 100              | 15 838  | 100     | | 14 154 | 100   | 20    |
|                                 |                             |                  |                  |         |         | |        |       |       |
| Fonte: Ministero dell'interno   |                             |                  |                  |         |         | |        |       |       |

### Provincia regionale di Siracusa

#### Siracusa
| Candidati                       | Candidati                     | II turno         | II turno         | I turno | I turno | Liste                                       | Voti   | %     | Seggi |
| Candidati                       | Candidati                     | Voti             | %                | Voti    | %       | Liste                                       | Voti   | %     | Seggi |
| ------------------------------- | ----------------------------- | ---------------- | ---------------- | ------- | ------- | ------------------------------------------- | ------ | ----- | ----- |
|                                 | Vincenzo Dell'Arte ✔️ Sindaco | 28 213           | 58,27            | 17 079  | 24,50   | Partito Popolare Italiano                   | 6 450  | 10,21 | 5     |
| Democratici di Sinistra         | Vincenzo Dell'Arte ✔️ Sindaco | 28 213           | 58,27            | 17 079  | 24,50   | 6 187                                       | 9,80   | 5     |       |
| Socialisti Democratici Italiani | Vincenzo Dell'Arte ✔️ Sindaco | 28 213           | 58,27            | 17 079  | 24,50   | 2 094                                       | 3,32   | 1     |       |
| Rifondazione Comunista          | Vincenzo Dell'Arte ✔️ Sindaco | 28 213           | 58,27            | 17 079  | 24,50   | 1 560                                       | 2,47   | 1     |       |
| Federazione dei Verdi           | Vincenzo Dell'Arte ✔️ Sindaco | 28 213           | 58,27            | 17 079  | 24,50   | 1 467                                       | 2,32   | 1     |       |
|                                 | Angelo Bellucci               | 20 203           | 41,73            | 18 912  | 27,13   | Forza Italia                                | 9 452  | 14,96 | 6     |
| Alleanza Nazionale              | Angelo Bellucci               | 20 203           | 41,73            | 18 912  | 27,13   | 5 736                                       | 9,08   | 3     |       |
| Centro Cristiano Democratico    | Angelo Bellucci               | 20 203           | 41,73            | 18 912  | 27,13   | 1 777                                       | 2,81   | 1     |       |
| Lista civica di centro-destra   | Angelo Bellucci               | 20 203           | 41,73            | 18 912  | 27,13   | 1 702                                       | 2,69   | 1     |       |
|                                 | Marco Fatuzzo                 | Marco Fatuzzo    | Marco Fatuzzo    | 15 796  | 22,66   | Rinnovamento Italiano (A)                   | 5 185  | 8,21  | 4     |
| La Rete-Altri (A)               | Marco Fatuzzo                 | Marco Fatuzzo    | Marco Fatuzzo    | 15 796  | 22,66   | 4 672                                       | 7,40   | 3     |       |
| Noi Siciliani (A)               | Marco Fatuzzo                 | Marco Fatuzzo    | Marco Fatuzzo    | 15 796  | 22,66   | 2 136                                       | 3,38   | 1     |       |
|                                 | Franco Greco                  | Franco Greco     | Franco Greco     | 9 090   | 13,04   | Lista Franco Greco (A)                      | 4 811  | 7,62  | 3     |
|                                 | Aldo Salvo                    | Aldo Salvo       | Aldo Salvo       | 8 367   | 12,00   | Cristiano Democratici per la Repubblica (B) | 6 422  | 10,17 | 4     |
| Cristiani Democratici Uniti (B) | Aldo Salvo                    | Aldo Salvo       | Aldo Salvo       | 8 367   | 12,00   | 3 070                                       | 4,86   | 1     |       |
|                                 | Renato Iaconello              | Renato Iaconello | Renato Iaconello | 475     | 0,68    | Movimento Sociale Fiamma Tricolore          | 442    | 0,70  | –     |
| Totale                          | Totale                        | 48 416           | 100              | 69 719  | 100     |                                             | 63 163 | 100   | 40    |
|                                 |                               |                  |                  |         |         |                                             |        |       |       |
| Fonte: Ministero dell'interno   |                               |                  |                  |         |         |                                             |        |       |       |

#### Augusta
| Candidati                                   | Candidati                  | II turno        | II turno        | I turno | I turno | Liste                                             | Voti   | %     | Seggi |
| Candidati                                   | Candidati                  | Voti            | %               | Voti    | %       | Liste                                             | Voti   | %     | Seggi |
| ------------------------------------------- | -------------------------- | --------------- | --------------- | ------- | ------- | ------------------------------------------------- | ------ | ----- | ----- |
|                                             | Giuseppe Gulino ✔️ Sindaco | 10 998          | 60,71           | 7 885   | 37,49   | Partito Popolare Italiano                         | 4 339  | 23,01 | 10    |
| Socialisti Democratici Italiani             | Giuseppe Gulino ✔️ Sindaco | 10 998          | 60,71           | 7 885   | 37,49   | 1 189                                             | 6,31   | 2     |       |
|                                             | Giuseppe Forestiere        | 7 119           | 39,29           | 5 813   | 27,64   | Alleanza Nazionale                                | 3 201  | 16,98 | 5     |
| Forza Italia                                | Giuseppe Forestiere        | 7 119           | 39,29           | 5 813   | 27,64   | 1 799                                             | 9,54   | 2     |       |
|                                             | Giuseppe Spanò             | Giuseppe Spanò  | Giuseppe Spanò  | 3 312   | 15,75   | Vienuove (B)                                      | 1 336  | 7,09  | 2     |
| Rinnovamento Italiano (A)                   | Giuseppe Spanò             | Giuseppe Spanò  | Giuseppe Spanò  | 3 312   | 15,75   | 1 252                                             | 6,64   | 2     |       |
| La Rete-Altri                               | Giuseppe Spanò             | Giuseppe Spanò  | Giuseppe Spanò  | 3 312   | 15,75   | 853                                               | 4,52   | 1     |       |
|                                             | Giovanni Totis             | Giovanni Totis  | Giovanni Totis  | 2 497   | 11,87   | Democratici di Sinistra-Federazione dei Verdi (A) | 1 622  | 8,60  | 2     |
| Rifondazione Comunista (A)                  | Giovanni Totis             | Giovanni Totis  | Giovanni Totis  | 2 497   | 11,87   | 794                                               | 4,21   | 1     |       |
|                                             | Salvatore Amato            | Salvatore Amato | Salvatore Amato | 1 527   | 7,26    | Cristiani Democratici Uniti (B)                   | 1 008  | 5,35  | 1     |
| Centro                                      | Salvatore Amato            | Salvatore Amato | Salvatore Amato | 1 527   | 7,26    | 894                                               | 4,74   | 1     |       |
| Cristiano Democratici per la Repubblica (B) | Salvatore Amato            | Salvatore Amato | Salvatore Amato | 1 527   | 7,26    | 566                                               | 3,00   | –     |       |
| Totale                                      | Totale                     | 18 117          | 100             | 21 034  | 100     |                                                   | 18 853 | 100   | 30    |
|                                             |                            |                 |                 |         |         |                                                   |        |       |       |
| Fonte: Ministero dell'interno               |                            |                 |                 |         |         |                                                   |        |       |       |

#### Francofonte
| Candidati                     | Candidati                       | II turno                  | II turno                  | I turno | I turno | Liste                                   | Voti  | %     | Seggi |
| Candidati                     | Candidati                       | Voti                      | %                         | Voti    | %       | Liste                                   | Voti  | %     | Seggi |
| ----------------------------- | ------------------------------- | ------------------------- | ------------------------- | ------- | ------- | --------------------------------------- | ----- | ----- | ----- |
|                               | Vito Guido Giuffrida ✔️ Sindaco | 3 955                     | 51,83                     | 2 989   | 35,43   | Democratici di Sinistra                 | 1 453 | 18,52 | 4     |
| Partito Popolare Italiano     | Vito Guido Giuffrida ✔️ Sindaco | 3 955                     | 51,83                     | 2 989   | 35,43   | 888                                     | 11,32 | 2     |       |
| Rifondazione Comunista        | Vito Guido Giuffrida ✔️ Sindaco | 3 955                     | 51,83                     | 2 989   | 35,43   | 370                                     | 4,72  | 1     |       |
|                               | Sebastiano Spoto Puleo          | 3 676                     | 48,17                     | 2 472   | 29,30   | Cristiano Democratici per la Repubblica | 1 152 | 14,69 | 3     |
| Lista civica di centro-destra | Sebastiano Spoto Puleo          | 3 676                     | 48,17                     | 2 472   | 29,30   | 1 032                                   | 13,16 | 3     |       |
|                               | Mariella Carlotta Cocuzza       | Mariella Carlotta Cocuzza | Mariella Carlotta Cocuzza | 1 394   | 16,52   | Cristiani Democratici Uniti-Altri (A)   | 1 112 | 14,18 | 3     |
| Mani Pulite                   | Mariella Carlotta Cocuzza       | Mariella Carlotta Cocuzza | Mariella Carlotta Cocuzza | 1 394   | 16,52   | 325                                     | 4,14  | –     |       |
|                               | Attilio Cultrera                | Attilio Cultrera          | Attilio Cultrera          | 837     | 9,92    | Centro Cristiano Democratico (A)        | 578   | 7,37  | 2     |
| Forza Italia (A)              | Attilio Cultrera                | Attilio Cultrera          | Attilio Cultrera          | 837     | 9,92    | 367                                     | 4,68  | 1     |       |
|                               | Salvatore Zisa                  | Salvatore Zisa            | Salvatore Zisa            | 744     | 8,82    | Lista Civica                            | 567   | 7,23  | 1     |
| Totale                        | Totale                          | 7 631                     | 100                       | 8 436   | 100     |                                         | 7 844 | 100   | 20    |
|                               |                                 |                           |                           |         |         |                                         |       |       |       |
| Fonte: Ministero dell'interno |                                 |                           |                           |         |         |                                         |       |       |       |

### Provincia Regionale di Trapani

#### Trapani
| Candidati                       | Candidati                     | II turno        | II turno        | I turno | I turno | Liste | Voti   | %     | Seggi |
| Candidati                       | Candidati                     | Voti            | %               | Voti    | %       | Liste | Voti   | %     | Seggi |
| ------------------------------- | ----------------------------- | --------------- | --------------- | ------- | ------- | --- | ------ | ----- | ----- |
|                                 | Antonino Laudicina ✔️ Sindaco | 17 813          | 50,79           | 16 941  | 42,14   | Centro Cristiano Democratico                                                                                       | 6 506  | 17,51 | 6     |
| Forza Italia                    | Antonino Laudicina ✔️ Sindaco | 17 813          | 50,79           | 16 941  | 42,14   | 5 863 | 15,78  | 5     |       |
| Alleanza Nazionale              | Antonino Laudicina ✔️ Sindaco | 17 813          | 50,79           | 16 941  | 42,14   | 2 610 | 7,02   | 2     |       |
|                                 | Mario Buscaino                | 17 258          | 49,21           | 18 675  | 46,46   | Unione Democratica                                                                                                 | 6 257  | 16,84 | 6     |
| Democratici di Sinistra         | Mario Buscaino                | 17 258          | 49,21           | 18 675  | 46,46   | 3 211 | 8,64   | 3     |       |
| Socialisti Democratici Italiani | Mario Buscaino                | 17 258          | 49,21           | 18 675  | 46,46   | 2 866 | 7,71   | 2     |       |
| Partito Popolare Italiano       | Mario Buscaino                | 17 258          | 49,21           | 18 675  | 46,46   | 2 319 | 6,24   | 2     |       |
| Rinnovamento Italiano           | Mario Buscaino                | 17 258          | 49,21           | 18 675  | 46,46   | 1 973 | 5,31   | 1     |       |
| Rifondazione Comunista          | Mario Buscaino                | 17 258          | 49,21           | 18 675  | 46,46   | 990 | 2,66   | 1     |       |
| Democratici Riformatori         | Mario Buscaino                | 17 258          | 49,21           | 18 675  | 46,46   | 632 | 1,70   | –     |       |
| La Rete-Federazione dei Verdi   | Mario Buscaino                | 17 258          | 49,21           | 18 675  | 46,46   | 390 | 1,05   | –     |       |
|                                 | Leonardo Gianno               | Leonardo Gianno | Leonardo Gianno | 4 582   | 11,40   | Cristiani Democratici Uniti-Cristiano Democratici per la Repubblica per l'Unione Democratica per la Repubblica (A) | 2 970  | 7,99  | 2     |
| Partito Socialista (A)          | Leonardo Gianno               | Leonardo Gianno | Leonardo Gianno | 4 582   | 11,40   | 575 | 1,55   | –     |       |
| Totale                          | Totale                        | 35 071          | 100             | 40 198  | 100     | | 37 162 | 100   | 30    |
|                                 |                               |                 |                 |         |         | |        |       |       |
| Fonte: Ministero dell'interno   |                               |                 |                 |         |         | |        |       |       |

#### Erice
| Candidati | Candidati                            | II turno         | II turno         | I turno | I turno | Liste                               | Voti   | %     | Seggi |
| Candidati | Candidati                            | Voti             | %                | Voti    | %       | Liste                               | Voti   | %     | Seggi |
| --- | ------------------------------------ | ---------------- | ---------------- | ------- | ------- | ----------------------------------- | ------ | ----- | ----- |
| | Mario Giuseppe Paolo Poma ✔️ Sindaco | 7 066            | 51,70            | 5 176   | 30,00   | Centro Cristiano Democratico        | 1 869  | 11,62 | 3     |
| Cristiani Democratici Uniti-Cristiano Democratici per la Repubblica per l'Unione Democratica per la Repubblica | Mario Giuseppe Paolo Poma ✔️ Sindaco | 7 066            | 51,70            | 5 176   | 30,00   | 1 286                               | 8,00   | 2     |       |
| Partito Socialista                                                                                             | Mario Giuseppe Paolo Poma ✔️ Sindaco | 7 066            | 51,70            | 5 176   | 30,00   | 1 172                               | 7,29   | 2     |       |
| Lista Civica                                                                                                   | Mario Giuseppe Paolo Poma ✔️ Sindaco | 7 066            | 51,70            | 5 176   | 30,00   | 904                                 | 5,62   | 1     |       |
| | Salvatore Stinco                     | 6 600            | 48,30            | 4 858   | 28,15   | Rinnovamento Italiano-Altri         | 1 286  | 8,00  | 2     |
| Impegno Civico                                                                                                 | Salvatore Stinco                     | 6 600            | 48,30            | 4 858   | 28,15   | 1 119                               | 6,96   | 1     |       |
| Democratici di Sinistra                                                                                        | Salvatore Stinco                     | 6 600            | 48,30            | 4 858   | 28,15   | 1 098                               | 6,83   | 1     |       |
| Partito Popolare Italiano                                                                                      | Salvatore Stinco                     | 6 600            | 48,30            | 4 858   | 28,15   | 1 068                               | 6,64   | 1     |       |
| | Ignazio Sanges                       | Ignazio Sanges   | Ignazio Sanges   | 4 048   | 23,46   | Forza Italia (A)                    | 2 211  | 13,75 | 2     |
| Alleanza Nazionale                                                                                             | Ignazio Sanges                       | Ignazio Sanges   | Ignazio Sanges   | 4 048   | 23,46   | 1 318                               | 8,20   | 1     |       |
| | Vito Mannina                         | Vito Mannina     | Vito Mannina     | 2 011   | 11,65   | Socialisti Democratici Italiani (B) | 1 451  | 9,02  | 2     |
| | Silvana Catalano                     | Silvana Catalano | Silvana Catalano | 1 213   | 7,03    | Lista Civica (A)                    | 640    | 3,98  | 1     |
| La Rete-Federazione dei Verdi                                                                                  | Silvana Catalano                     | Silvana Catalano | Silvana Catalano | 1 213   | 7,03    | 244                                 | 1,52   | –     |       |
| Rifondazione Comunista                                                                                         | Silvana Catalano                     | Silvana Catalano | Silvana Catalano | 1 213   | 7,03    | 175                                 | 1,09   | –     |       |
| | Franco Candiloro                     | Franco Candiloro | Franco Candiloro | 220     | 1,27    | Democratici Riformatori (A)         | 240    | 1,49  | –     |
| Totale | Totale                               | 13 666           | 100              | 17 256  | 100     |                                     | 16 081 | 100   | 20    |
| |                                      |                  |                  |         |         |                                     |        |       |       |
| Fonte: Ministero dell'interno                                                                                  |                                      |                  |                  |         |         |                                     |        |       |       |

#### Paceco
| Candidati                       | Candidati                  | II turno        | II turno        | I turno | I turno | Liste                 | Voti  | %     | Seggi |
| Candidati                       | Candidati                  | Voti            | %               | Voti    | %       | Liste                 | Voti  | %     | Seggi |
| ------------------------------- | -------------------------- | --------------- | --------------- | ------- | ------- | --------------------- | ----- | ----- | ----- |
|                                 | Giuseppe Novara ✔️ Sindaco | 3 475           | 54,67           | 2 970   | 42,36   | Forza Italia          | 1 742 | 26,39 | 6     |
| Centro Cristiano Democratico    | Giuseppe Novara ✔️ Sindaco | 3 475           | 54,67           | 2 970   | 42,36   | 763                   | 11,56 | 2     |       |
|                                 | Pietro Paesano             | 2 871           | 45,17           | 3 121   | 44,52   | Rinnovamento Italiano | 1 102 | 16,69 | 4     |
| Socialisti Democratici Italiani | Pietro Paesano             | 2 871           | 45,17           | 3 121   | 44,52   | 935                   | 14,16 | 3     |       |
| Democratici di Sinistra         | Pietro Paesano             | 2 871           | 45,17           | 3 121   | 44,52   | 806                   | 12,21 | 2     |       |
| Partito Popolare Italiano       | Pietro Paesano             | 2 871           | 45,17           | 3 121   | 44,52   | 666                   | 10,09 | 2     |       |
|                                 | Girolamo Minore            | Girolamo Minore | Girolamo Minore | 920     | 13,12   | Lista civica          | 588   | 8,91  | 1     |
| Totale                          | Totale                     | 6 356           | 100             | 7 011   | 100     |                       | 6 602 | 100   | 20    |
|                                 |                            |                 |                 |         |         |                       |       |       |       |
| Fonte: Ministero dell'interno   |                            |                 |                 |         |         |                       |       |       |       |

#### Patranna
|                                                             | Benedetto Biundo ✔️ Sindaco | 4 262 | 54,18 | Lista civica di centro-sinistra           | 1 314 | 17,41 | 4  |  |  |
| Partito Popolare Italiano                                   | Benedetto Biundo ✔️ Sindaco | 4 262 | 54,18 | 1 048                                     | 13,89 | 3     |    |  |  |
| Lista Civica                                                | Benedetto Biundo ✔️ Sindaco | 4 262 | 54,18 | 656                                       | 8,69  | 2     |    |  |  |
| Rinnovamento Italiano                                       | Benedetto Biundo ✔️ Sindaco | 4 262 | 54,18 | 639                                       | 8,47  | 2     |    |  |  |
| Rifondazione Comunista                                      | Benedetto Biundo ✔️ Sindaco | 4 262 | 54,18 | 268                                       | 3,55  | 1     |    |  |  |
|                                                             | Calogero Valenti            | 2 639 | 33,55 | Cristiani Democratici Uniti               | 1 541 | 20,42 | 4  |  |  |
| Democratici di Sinistra                                     | Calogero Valenti            | 2 639 | 33,55 | 493                                       | 6,53  | 1     |    |  |  |
| Socialisti Democratici Italiani                             | Calogero Valenti            | 2 639 | 33,55 | 456                                       | 6,04  | 1     |    |  |  |
|                                                             | Giovanni Paolo Sieli        | 966   | 12,28 | Forza Italia-Centro Cristiano Democratico | 641   | 8,49  | 1  |  |  |
| Alleanza Nazionale                                          | Giovanni Paolo Sieli        | 966   | 12,28 | 338                                       | 4,48  | 1     |    |  |  |
| Partito Liberale per l'Unione Democratica per la Repubblica | Giovanni Paolo Sieli        | 966   | 12,28 | 153                                       | 2,03  | –     |    |  |  |
| Totale                                                      | Totale                      | 7 867 | 100   |                                           | 7 547 | 100   | 20 |  |  |
|                                                             |                             |       |       |                                           |       |       |    |  |  |
| Fonte: Ministero dell'interno                               |                             |       |       |                                           |       |       |    |  |  |

#### Salemi
| Candidati                                                   | Candidati              | II turno          | II turno          | I turno | I turno | Liste                                 | Voti  | %     | Seggi |
| Candidati                                                   | Candidati              | Voti              | %                 | Voti    | %       | Liste                                 | Voti  | %     | Seggi |
| ----------------------------------------------------------- | ---------------------- | ----------------- | ----------------- | ------- | ------- | ------------------------------------- | ----- | ----- | ----- |
|                                                             | Luigi Crimi ✔️ Sindaco | 4 669             | 64,52             | 2 112   | 27,50   | Alleanza Nazionale                    | 1 365 | 18,47 | 4     |
|                                                             | Biagio Grimaldi        | 2 568             | 35,48             | 2 798   | 36,43   | Unione Democratica                    | 1 075 | 14,55 | 3     |
| Partito Liberale per l'Unione Democratica per la Repubblica | Biagio Grimaldi        | 2 568             | 35,48             | 2 798   | 36,43   | 808                                   | 10,94 | 2     |       |
| Rinnovamento Italiano                                       | Biagio Grimaldi        | 2 568             | 35,48             | 2 798   | 36,43   | 713                                   | 9,65  | 2     |       |
| Forza Italia                                                | Biagio Grimaldi        | 2 568             | 35,48             | 2 798   | 36,43   | 552                                   | 7,47  | 1     |       |
|                                                             | Maria Anna Robino      | Maria Anna Robino | Maria Anna Robino | 1 804   | 23,49   | Partito Popolare Italiano (A)         | 905   | 12,25 | 2     |
| Democratici di Sinistra (A)                                 | Maria Anna Robino      | Maria Anna Robino | Maria Anna Robino | 1 804   | 23,49   | 634                                   | 8,58  | 2     |       |
| Rifondazione Comunista                                      | Maria Anna Robino      | Maria Anna Robino | Maria Anna Robino | 1 804   | 23,49   | 346                                   | 4,68  | 1     |       |
|                                                             | Vito Merendino         | Vito Merendino    | Vito Merendino    | 967     | 12,59   | Cristiani Democratici Uniti-Altri (B) | 991   | 13,41 | 3     |
| Totale                                                      | Totale                 | 7 237             | 100               | 7 681   | 100     |                                       | 7 389 | 100   | 20    |
|                                                             |                        |                   |                   |         |         |                                       |       |       |       |
| Fonte: Ministero dell'interno                               |                        |                   |                   |         |         |                                       |       |       |       |

#### Valderice
|                                                           | Giacomo Tranchida ✔️ Sindaco | 5 218 | 73,05 | Democratici di Sinistra | 2 405 | 36,54 | 8  |  |  |
| Partito Popolare Italiano-Socialisti Democratici Italiani | Giacomo Tranchida ✔️ Sindaco | 5 218 | 73,05 | 1 315                   | 19,98 | 4     |    |  |  |
| La Rete                                                   | Giacomo Tranchida ✔️ Sindaco | 5 218 | 73,05 | 738                     | 11,21 | 2     |    |  |  |
| Rifondazione Comunista                                    | Giacomo Tranchida ✔️ Sindaco | 5 218 | 73,05 | 215                     | 3,27  | –     |    |  |  |
|                                                           | Gian Cristoforo Galia        | 1 925 | 26,95 | Forza Italia            | 1 197 | 18,19 | 4  |  |  |
| Centro                                                    | Gian Cristoforo Galia        | 1 925 | 26,95 | 711                     | 10,80 | 2     |    |  |  |
| Totale                                                    | Totale                       | 7 143 | 100   |                         | 6 581 | 100   | 20 |  |  |
|                                                           |                              |       |       |                         |       |       |    |  |  |
| Fonte: Ministero dell'interno                             |                              |       |       |                         |       |       |    |  |  |

## Elezioni del novembre 1998

### Provincia regionale di Catania

#### Biancavilla
| Candidati                            | Candidati               | II turno         | II turno         | I turno | I turno | Liste                   | Voti   | %     | Seggi |
| Candidati                            | Candidati               | Voti             | %                | Voti    | %       | Liste                   | Voti   | %     | Seggi |
| ------------------------------------ | ----------------------- | ---------------- | ---------------- | ------- | ------- | ----------------------- | ------ | ----- | ----- |
|                                      | Pietro Manna ✔️ Sindaco | 7 392            | 62,73            | 6 509   | 49,18   | Democratici di Sinistra | 2 214  | 17,25 | 4     |
| Partito Popolare Italiano            | Pietro Manna ✔️ Sindaco | 7 392            | 62,73            | 6 509   | 49,18   | 1 463                   | 11,40  | 3     |       |
| Unione Democratica per la Repubblica | Pietro Manna ✔️ Sindaco | 7 392            | 62,73            | 6 509   | 49,18   | 1 129                   | 8,80   | 2     |       |
| Rinnovamento Italiano                | Pietro Manna ✔️ Sindaco | 7 392            | 62,73            | 6 509   | 49,18   | 957                     | 7,46   | 2     |       |
| Lista Civica                         | Pietro Manna ✔️ Sindaco | 7 392            | 62,73            | 6 509   | 49,18   | 565                     | 4,40   | 1     |       |
| Socialisti Democratici Italiani      | Pietro Manna ✔️ Sindaco | 7 392            | 62,73            | 6 509   | 49,18   | 211                     | 1,64   | –     |       |
|                                      | Salvatore D'Agati       | 4 391            | 37,27            | 2 941   | 22,22   | Cattolici Democratici   | 1 032  | 8,04  | 4     |
| Alleanza Nazionale                   | Salvatore D'Agati       | 4 391            | 37,27            | 2 941   | 22,22   | 733                     | 5,71   | 1     |       |
| Lista Civica                         | Salvatore D'Agati       | 4 391            | 37,27            | 2 941   | 22,22   | 505                     | 3,93   | 1     |       |
| Centro Cristiano Democratico         | Salvatore D'Agati       | 4 391            | 37,27            | 2 941   | 22,22   | 398                     | 3,10   | –     |       |
| Forza Italia                         | Salvatore D'Agati       | 4 391            | 37,27            | 2 941   | 22,22   | 366                     | 2,85   | –     |       |
|                                      | Giuseppe Furnari        | Giuseppe Furnari | Giuseppe Furnari | 2 573   | 19,44   | Rifondazione Comunista  | 947    | 7,38  | 2     |
| Con Bianco                           | Giuseppe Furnari        | Giuseppe Furnari | Giuseppe Furnari | 2 573   | 19,44   | 692                     | 5,39   | 1     |       |
| Sinistra                             | Giuseppe Furnari        | Giuseppe Furnari | Giuseppe Furnari | 2 573   | 19,44   | 426                     | 3,32   | –     |       |
| Partito Socialista                   | Giuseppe Furnari        | Giuseppe Furnari | Giuseppe Furnari | 2 573   | 19,44   | 326                     | 2,54   | –     |       |
|                                      | Carmelo Nicolosi        | Carmelo Nicolosi | Carmelo Nicolosi | 1 211   | 9,15    | Lista Civica            | 870    | 6,78  | 1     |
| Totale                               | Totale                  | 11 783           | 100              | 13 234  | 100     |                         | 12 834 | 100   | 20    |
|                                      |                         |                  |                  |         |         |                         |        |       |       |
| Fonte: Ministero dell'interno        |                         |                  |                  |         |         |                         |        |       |       |

### Provincia regionale di Siracusa

#### Priolo Gargallo
| Candidati                       | Candidati                | II turno         | II turno         | I turno | I turno | Liste                                    | Voti  | %     | Seggi |
| Candidati                       | Candidati                | Voti             | %                | Voti    | %       | Liste                                    | Voti  | %     | Seggi |
| ------------------------------- | ------------------------ | ---------------- | ---------------- | ------- | ------- | ---------------------------------------- | ----- | ----- | ----- |
|                                 | Massimo Toppi ✔️ Sindaco | 3 345            | 57,67            | 3 028   | 40,49   | Lista Civica                             | 1 057 | 14,78 | 4     |
| Sinistra                        | Massimo Toppi ✔️ Sindaco | 3 345            | 57,67            | 3 028   | 40,49   | 883                                      | 12,35 | 4     |       |
| Rinnovamento Italiano           | Massimo Toppi ✔️ Sindaco | 3 345            | 57,67            | 3 028   | 40,49   | 517                                      | 7,23  | 2     |       |
| Lista Civica                    | Massimo Toppi ✔️ Sindaco | 3 345            | 57,67            | 3 028   | 40,49   | 511                                      | 7,15  | 2     |       |
|                                 | Carlo Bramanti           | 2 455            | 42,33            | 2 424   | 32,42   | Partito Popolare Italiano-Lista Civica   | 884   | 12,36 | 2     |
| Lista civica di centro-sinistra | Carlo Bramanti           | 2 455            | 42,33            | 2 424   | 32,42   | 505                                      | 7,06  | 1     |       |
| Democratici di Sinistra         | Carlo Bramanti           | 2 455            | 42,33            | 2 424   | 32,42   | 466                                      | 6,52  | 1     |       |
| Socialisti Democratici Italiani | Carlo Bramanti           | 2 455            | 42,33            | 2 424   | 32,42   | 228                                      | 3,19  | –     |       |
|                                 | Giorgia Di Mauro         | Giorgia Di Mauro | Giorgia Di Mauro | 2 026   | 27,09   | Unione Democratica per la Repubblica (A) | 1 049 | 14,67 | 2     |
| Forza Italia                    | Giorgia Di Mauro         | Giorgia Di Mauro | Giorgia Di Mauro | 2 026   | 27,09   | 361                                      | 5,05  | 1     |       |
| Centro Cristiano Democratico    | Giorgia Di Mauro         | Giorgia Di Mauro | Giorgia Di Mauro | 2 026   | 27,09   | 346                                      | 4,84  | 1     |       |
| Alleanza Nazionale              | Giorgia Di Mauro         | Giorgia Di Mauro | Giorgia Di Mauro | 2 026   | 27,09   | 344                                      | 4,81  | –     |       |
| Totale                          | Totale                   | 5 800            | 100              | 7 478   | 100     |                                          | 7 151 | 100   | 20    |
|                                 |                          |                  |                  |         |         |                                          |       |       |       |
| Fonte: Ministero dell'interno   |                          |                  |                  |         |         |                                          |       |       |       |

#### Rosolini
| Candidati                       | Candidati                 | II turno           | II turno           | I turno | I turno | Liste                                | Voti   | %     | Seggi |
| Candidati                       | Candidati                 | Voti               | %                  | Voti    | %       | Liste                                | Voti   | %     | Seggi |
| ------------------------------- | ------------------------- | ------------------ | ------------------ | ------- | ------- | ------------------------------------ | ------ | ----- | ----- |
|                                 | Giovanni Giuca ✔️ Sindaco | 6 396              | 57,38              | 6 059   | 48,05   | Lista civica di centro-sinistra      | 1 970  | 16,02 | 4     |
| Democratici di Sinistra         | Giovanni Giuca ✔️ Sindaco | 6 396              | 57,38              | 6 059   | 48,05   | 1 170                                | 9,51   | 2     |       |
| Partito Popolare Italiano       | Giovanni Giuca ✔️ Sindaco | 6 396              | 57,38              | 6 059   | 48,05   | 948                                  | 7,71   | 2     |       |
| Noi Siciliani                   | Giovanni Giuca ✔️ Sindaco | 6 396              | 57,38              | 6 059   | 48,05   | 849                                  | 6,90   | 2     |       |
| Lista civica di centro-sinistra | Giovanni Giuca ✔️ Sindaco | 6 396              | 57,38              | 6 059   | 48,05   | 664                                  | 5,40   | 1     |       |
| Rifondazione Comunista          | Giovanni Giuca ✔️ Sindaco | 6 396              | 57,38              | 6 059   | 48,05   | 621                                  | 5,05   | 1     |       |
|                                 | Giovanni Iozia            | 4 750              | 42,62              | 4 381   | 34,75   | Unione Democratica per la Repubblica | 1 276  | 10,38 | 2     |
| Lista civica di centro-destra   | Giovanni Iozia            | 4 750              | 42,62              | 4 381   | 34,75   | 1 040                                | 8,46   | 2     |       |
| Lista Civica                    | Giovanni Iozia            | 4 750              | 42,62              | 4 381   | 34,75   | 888                                  | 7,22   | 1     |       |
| Forza Italia                    | Giovanni Iozia            | 4 750              | 42,62              | 4 381   | 34,75   | 643                                  | 5,23   | 1     |       |
| Alleanza Nazionale              | Giovanni Iozia            | 4 750              | 42,62              | 4 381   | 34,75   | 632                                  | 5,14   | 1     |       |
| Partito Socialista              | Giovanni Iozia            | 4 750              | 42,62              | 4 381   | 34,75   | 318                                  | 2,59   | –     |       |
|                                 | Vincenzo Calvo            | Vincenzo Calvo     | Vincenzo Calvo     | 1 504   | 11,93   | Socialisti Democratici Italiani      | 757    | 6,16  | 1     |
|                                 | Emanuele Albino           | Emanuele Albino    | Emanuele Albino    | 338     | 2,68    | Centro Cristiano Democratico (A)     | 364    | 2,96  | –     |
|                                 | Salvatore Dell'Ali        | Salvatore Dell'Ali | Salvatore Dell'Ali | 327     | 2,59    | Rinascita Siciliana                  | 157    | 1,28  | –     |
| Totale                          | Totale                    | 11 146             | 100                | 12 609  | 100     |                                      | 12 297 | 100   | 20    |
|                                 |                           |                    |                    |         |         |                                      |        |       |       |
| Fonte: Ministero dell'interno   |                           |                    |                    |         |         |                                      |        |       |       |

### Provincia Regionale di Trapani

#### Campobello di Mazara
|                                      | Giuseppe Stallone ✔️ Sindaco | 4 136 | 50,97 | Forza Italia            | 1 779 | 22,35 | 5  |  |  |
| Alleanza Nazionale                   | Giuseppe Stallone ✔️ Sindaco | 4 136 | 50,97 | 1 303                   | 16,37 | 4     |    |  |  |
| Unione Democratica per la Repubblica | Giuseppe Stallone ✔️ Sindaco | 4 136 | 50,97 | 1 141                   | 14,33 | 3     |    |  |  |
|                                      | Leonardo Faugiana            | 2 293 | 28,26 | Democratici di Sinistra | 1 285 | 16,14 | 4  |  |  |
| Rifondazione Comunista               | Leonardo Faugiana            | 2 293 | 28,26 | 521                     | 6,55  | 1     |    |  |  |
| Partito Popolare Italiano            | Leonardo Faugiana            | 2 293 | 28,26 | 295                     | 3,71  | –     |    |  |  |
| Rinnovamento Italiano                | Leonardo Faugiana            | 2 293 | 28,26 | 214                     | 2,69  | –     |    |  |  |
|                                      | Domenico Accardo             | 1 614 | 19,89 | Lista Civica            | 1 404 | 17,64 | 3  |  |  |
|                                      | Leo Pellegrino               | 71    | 0,88  | Centro                  | 18    | 0,23  | –  |  |  |
| Totale                               | Totale                       | 8 114 | 100   |                         | 7 960 | 100   | 20 |  |  |
|                                      |                              |       |       |                         |       |       |    |  |  |
| Fonte: Ministero dell'interno        |                              |       |       |                         |       |       |    |  |  |

#invoke:Navbox